# 1000 Meisterwerke

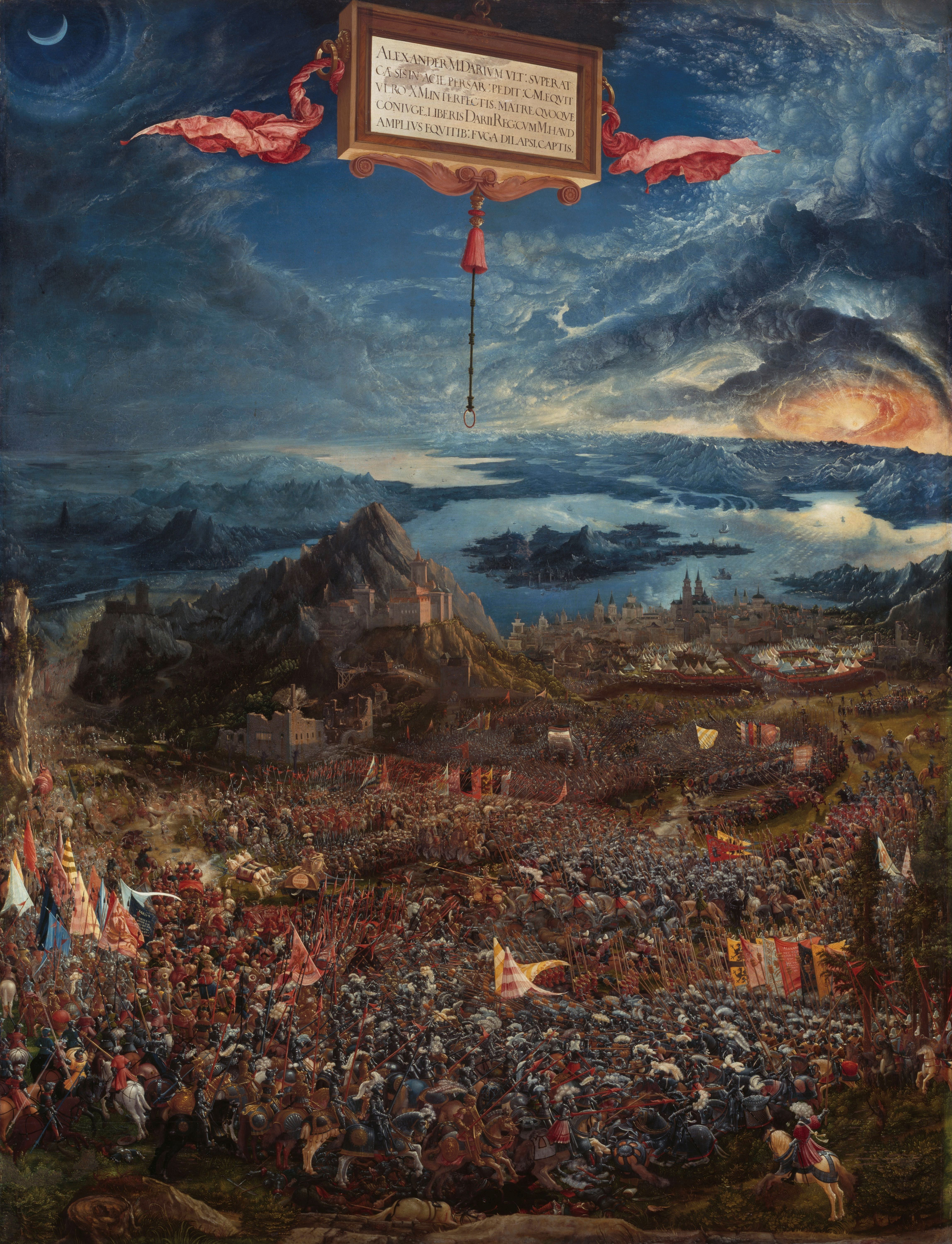
Altdorfer: Alexanderschlacht

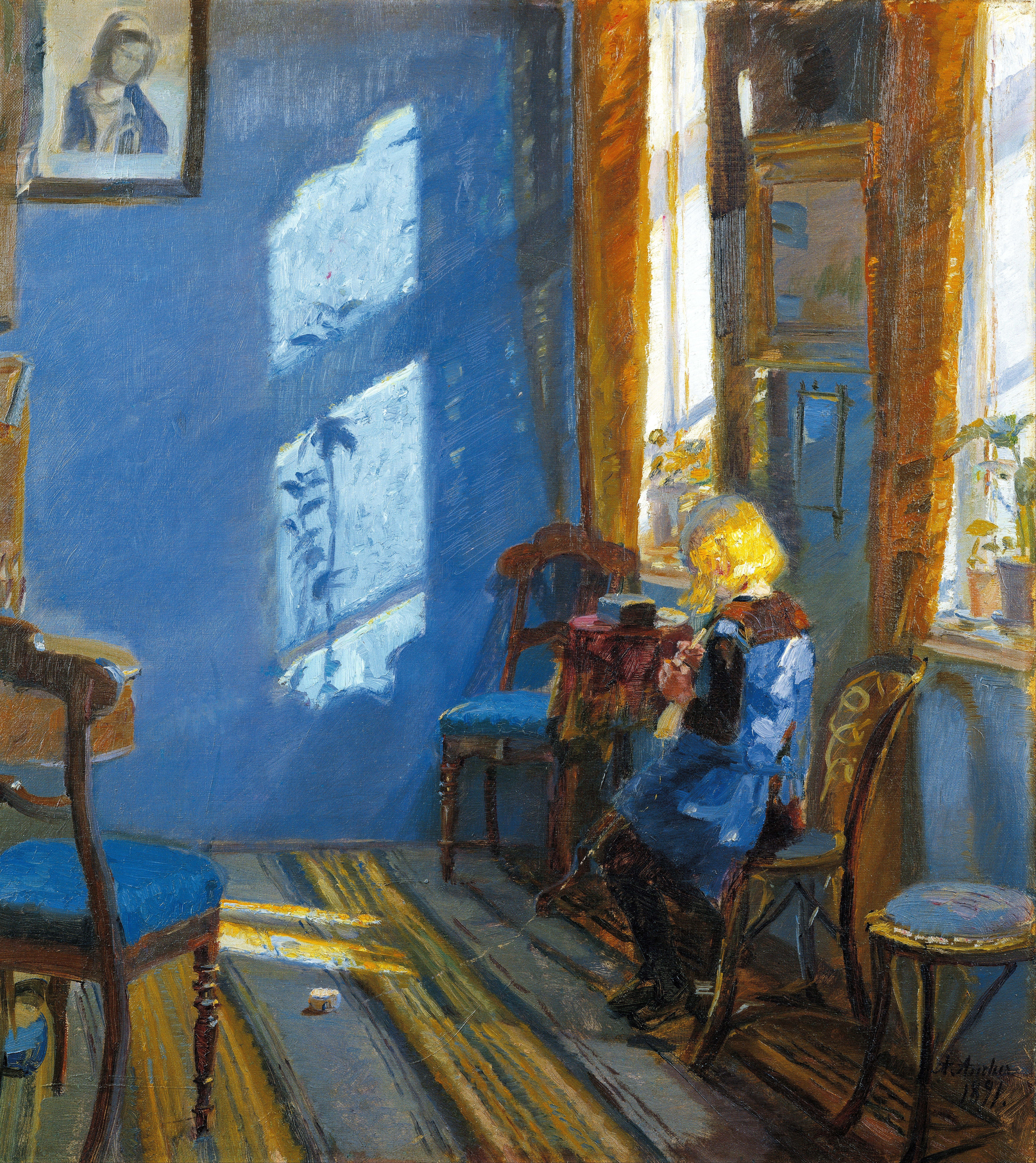
Ancher: Sonnenschein im blauen Zimmer

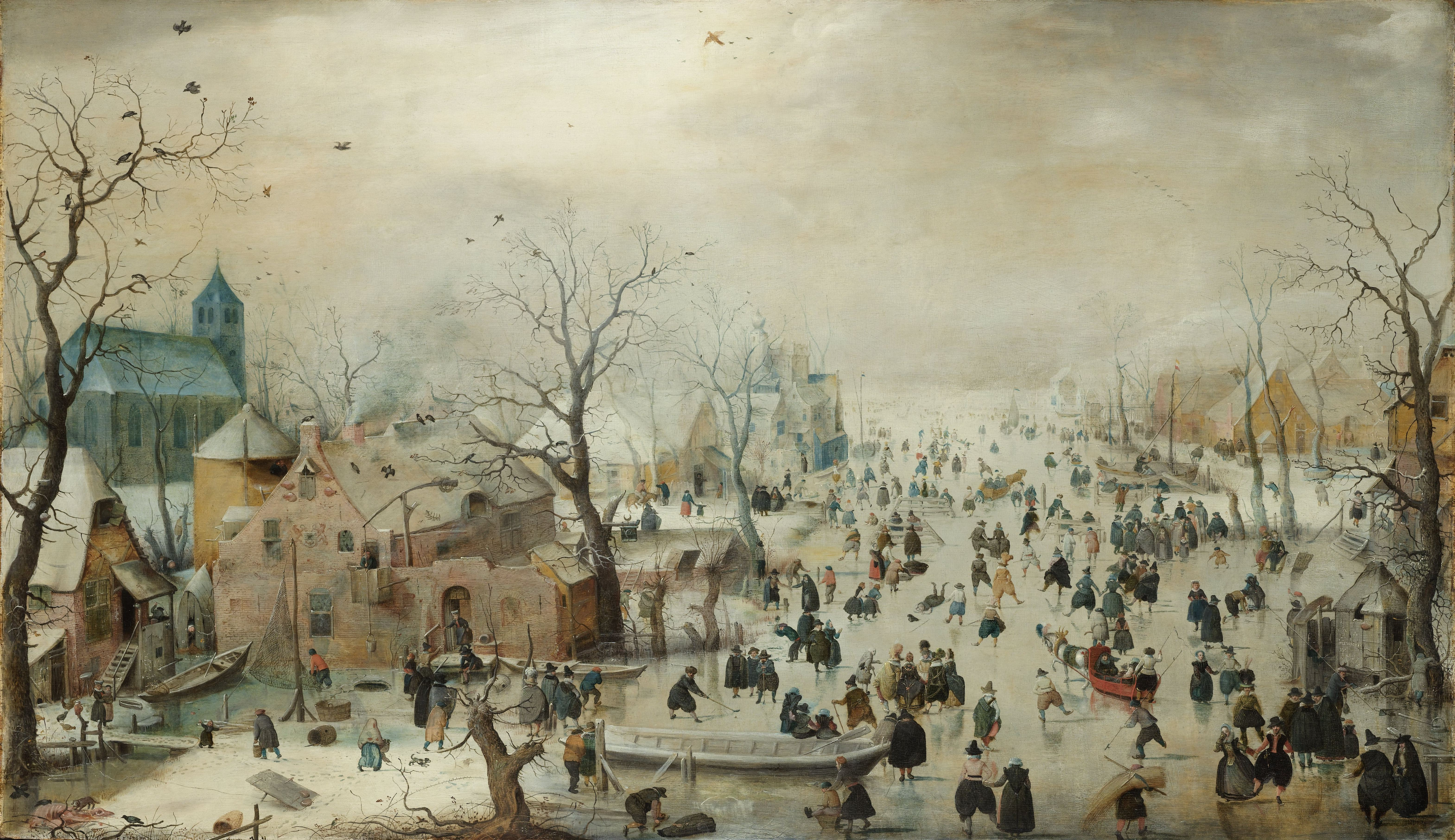
Avercamp: Winterlandschaft

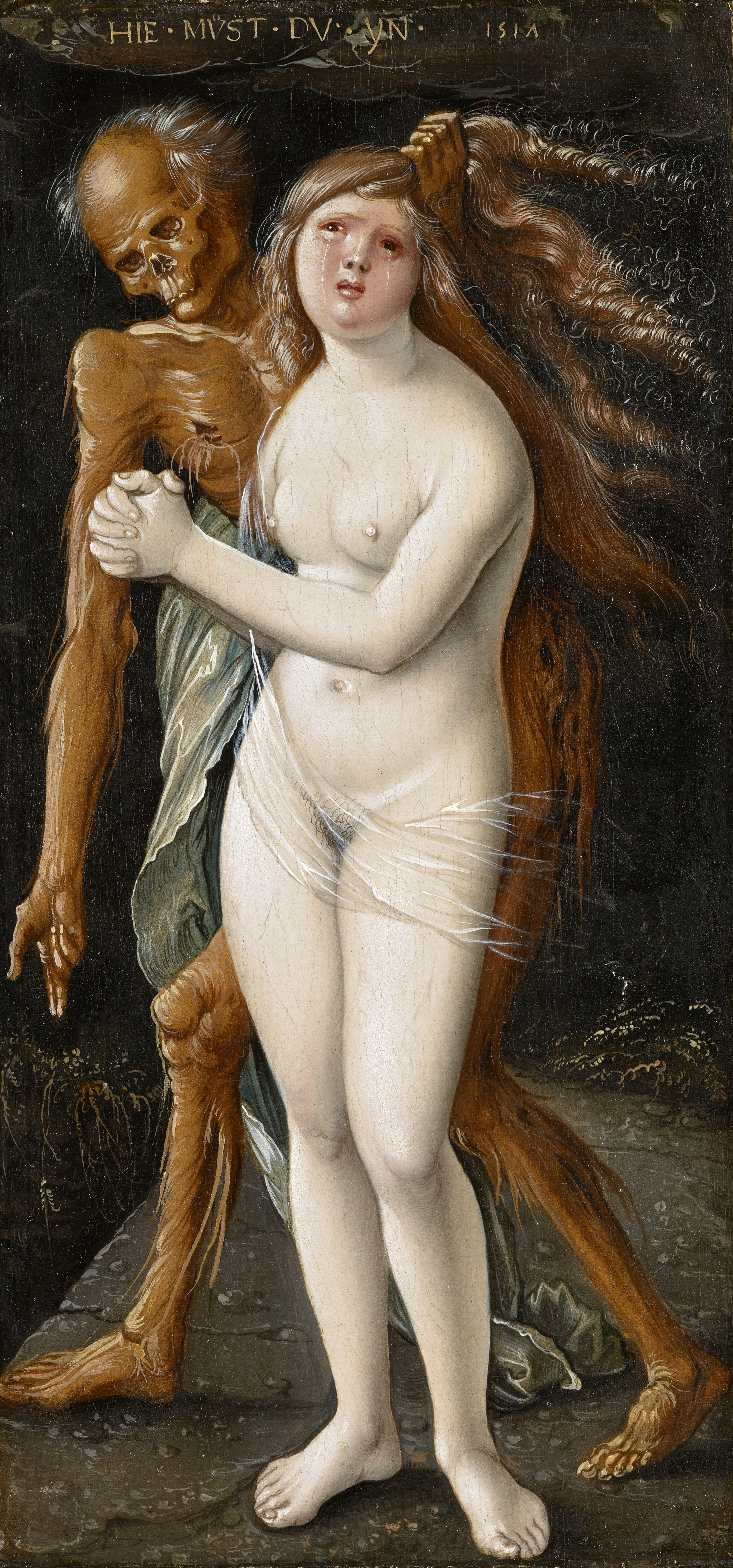
Baldung: Der Tod und das Mädchen

Botticelli: Die Geburt der Venus

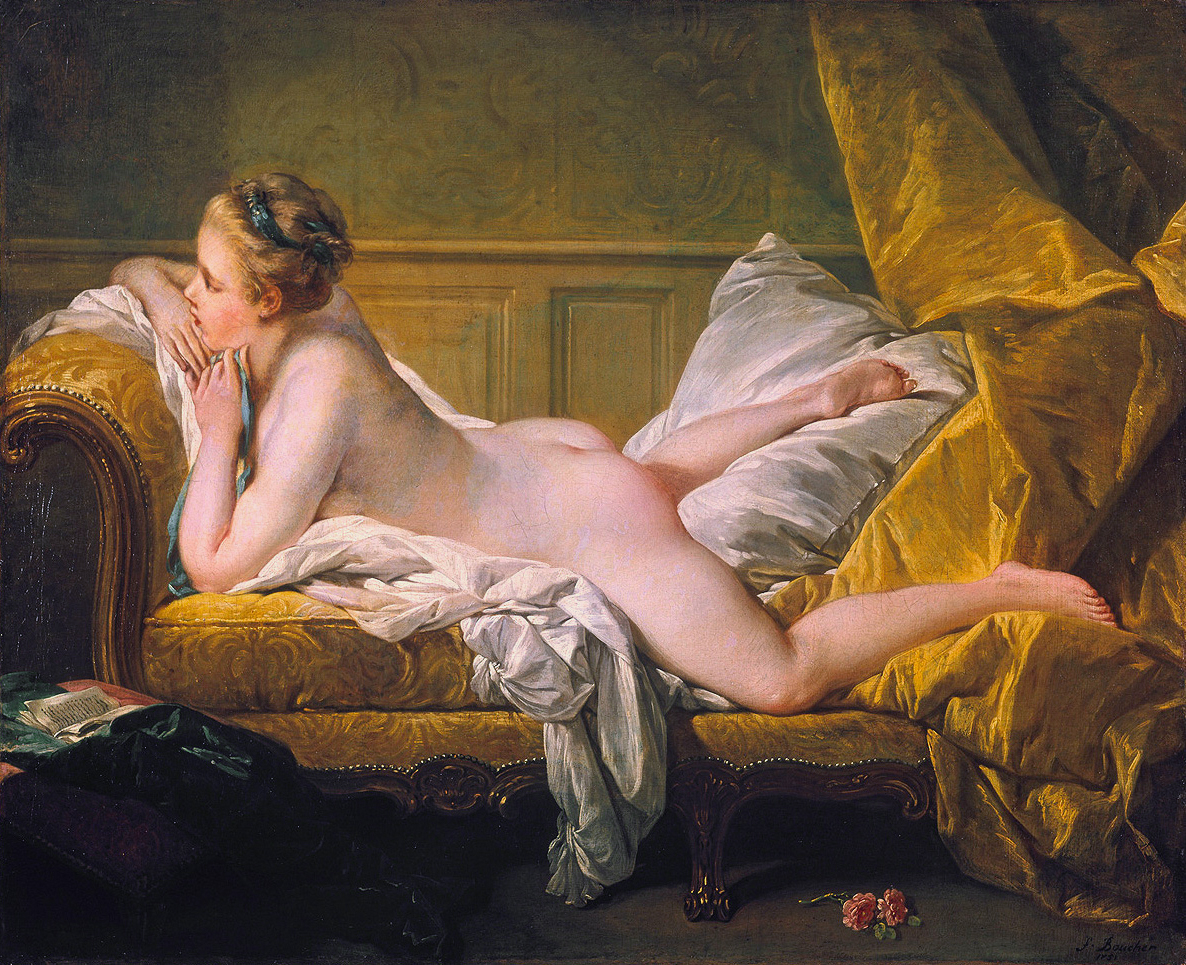
Boucher: Ruhendes Mädchen

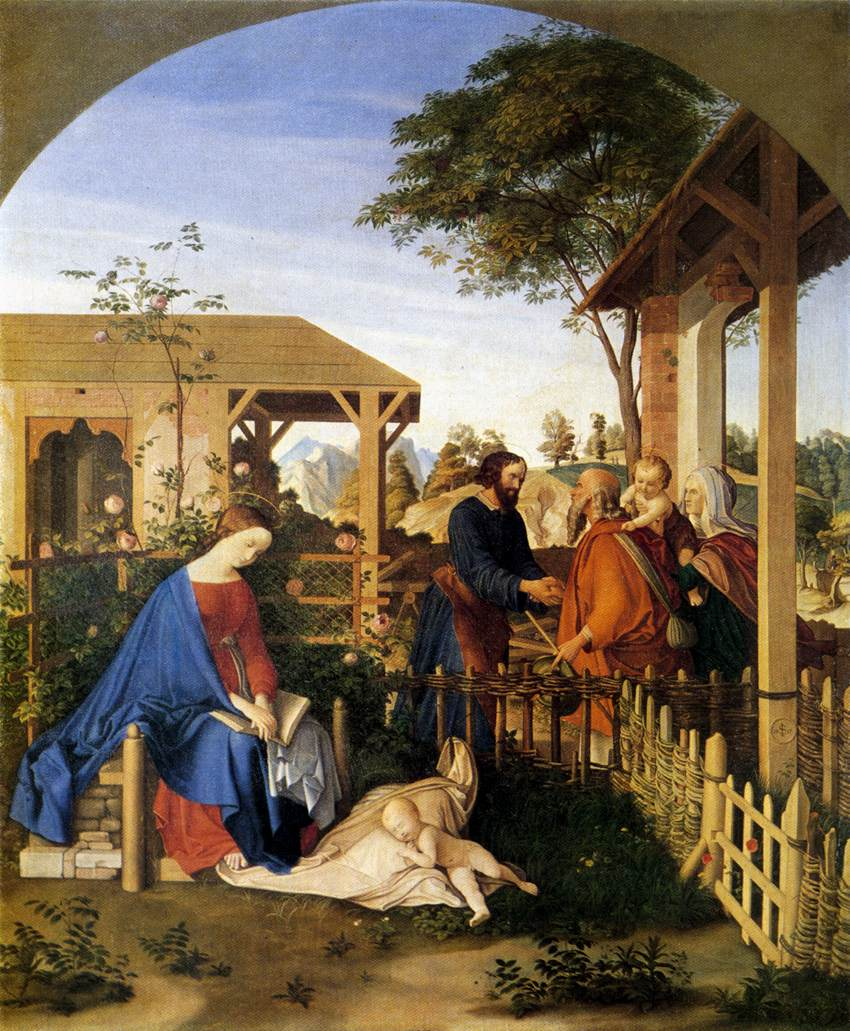
Schnorr von Carolsfeld: Die Familie Johannes des Täufers bei der Familie Christi

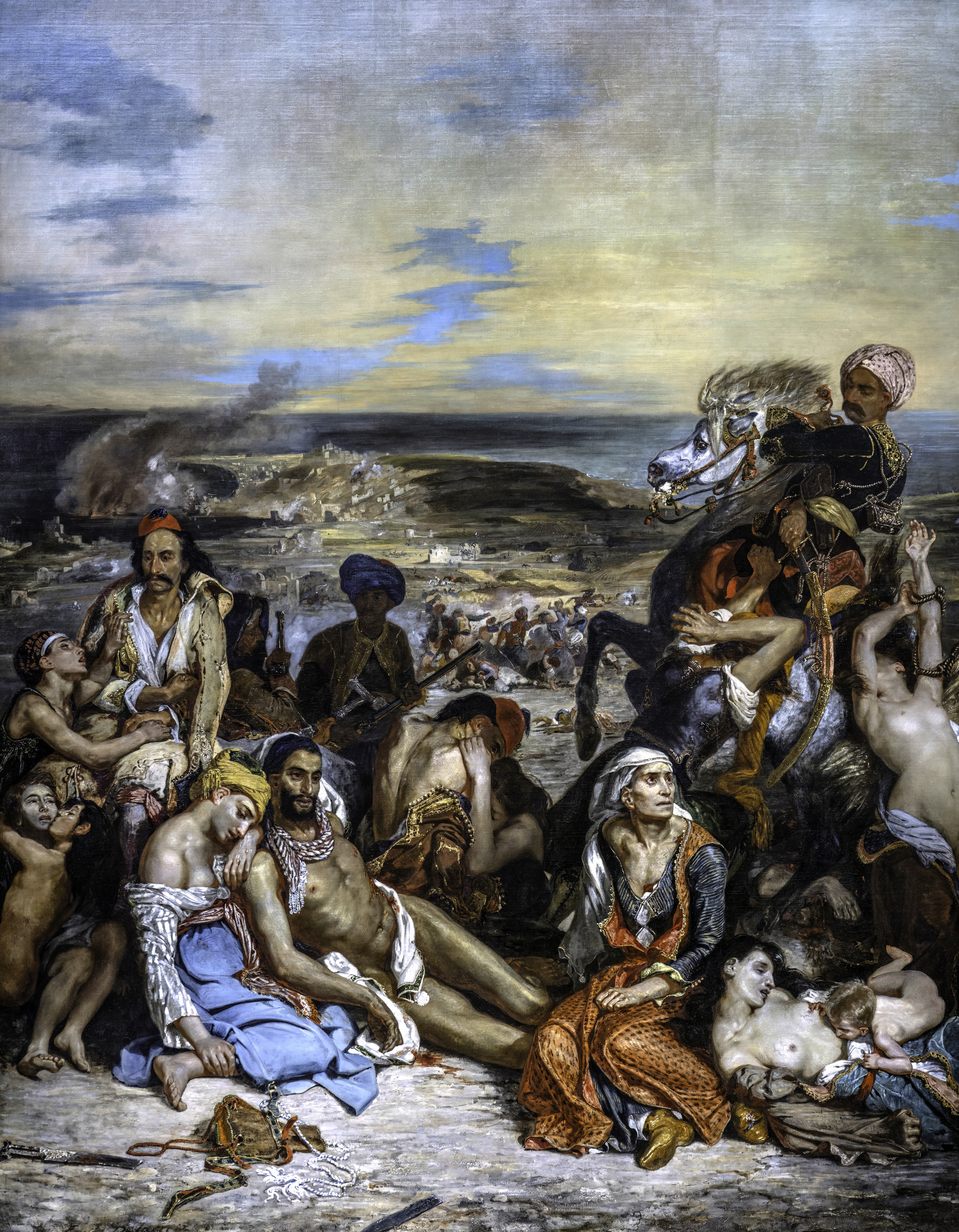
Delacroix: Massaker von Chios

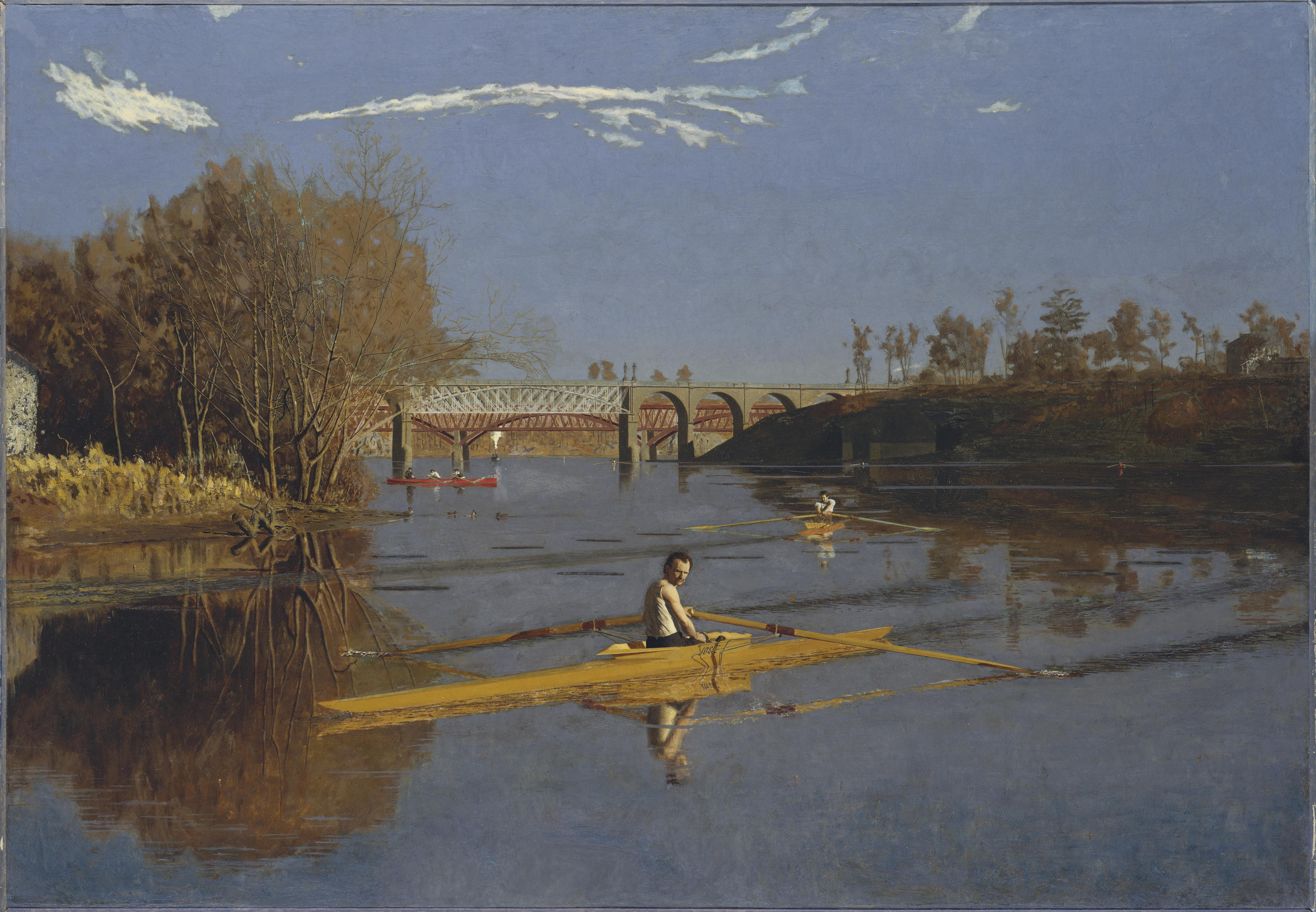
Eakins: Max Schmitt im Einer

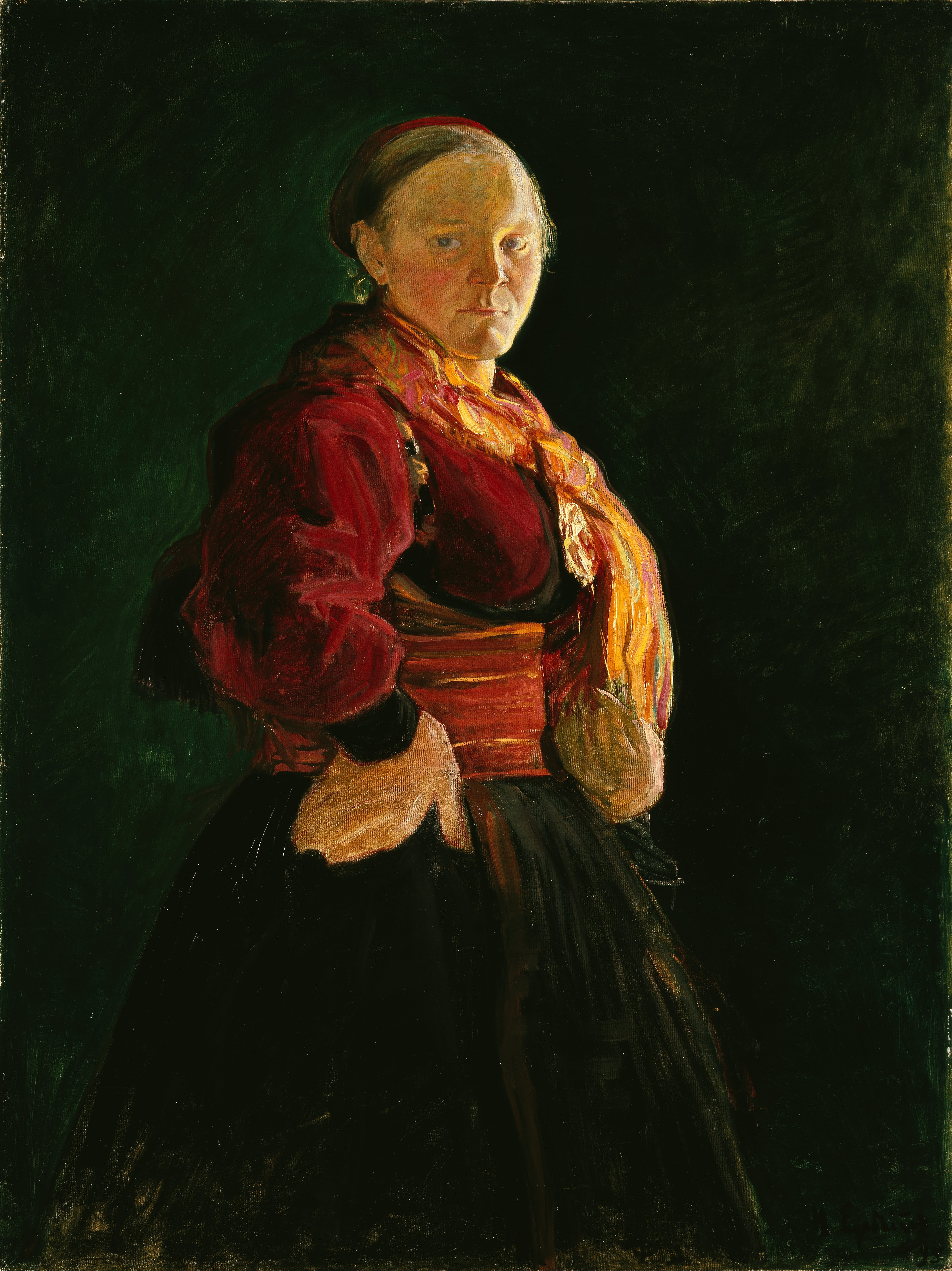
Egedius: Mari Clasen

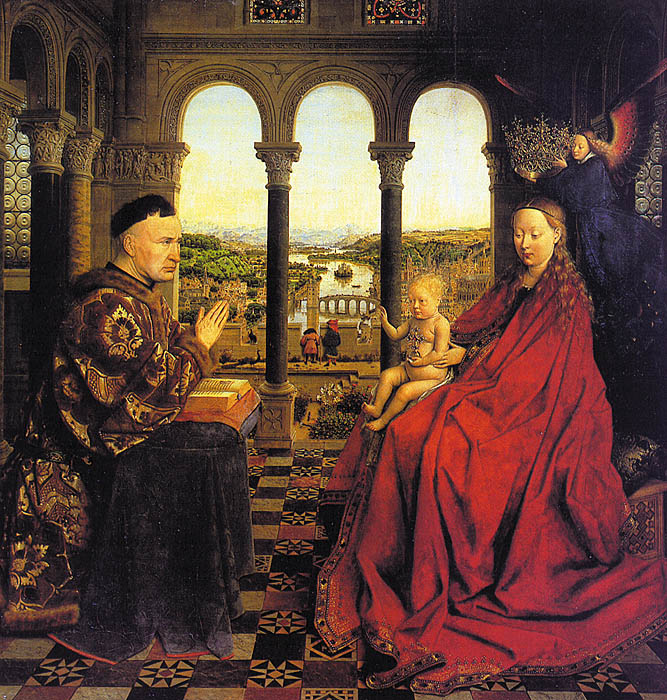
van Eyck: Madonna des Kanzlers Rolin

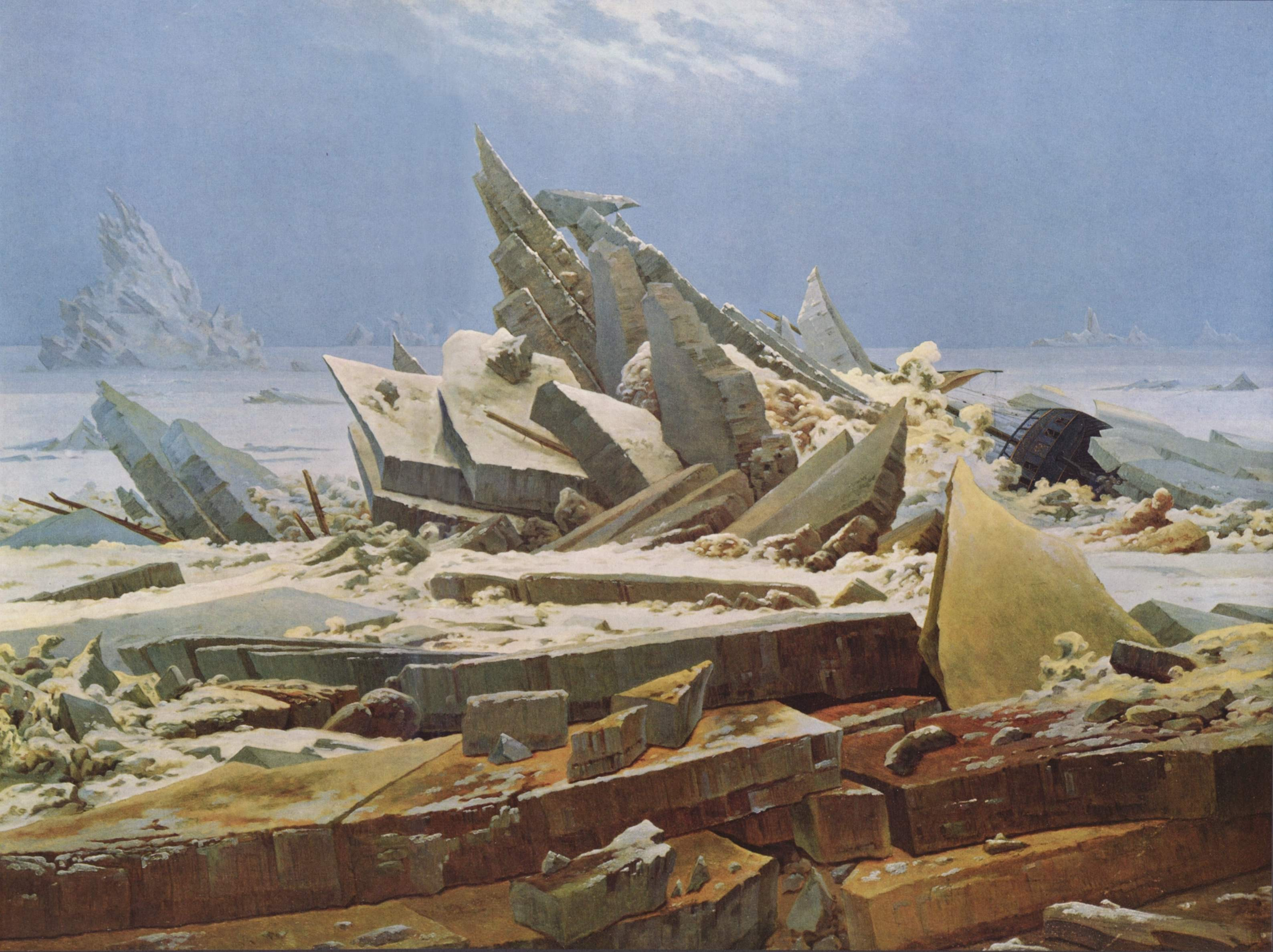
Friedrich: Das Eismeer

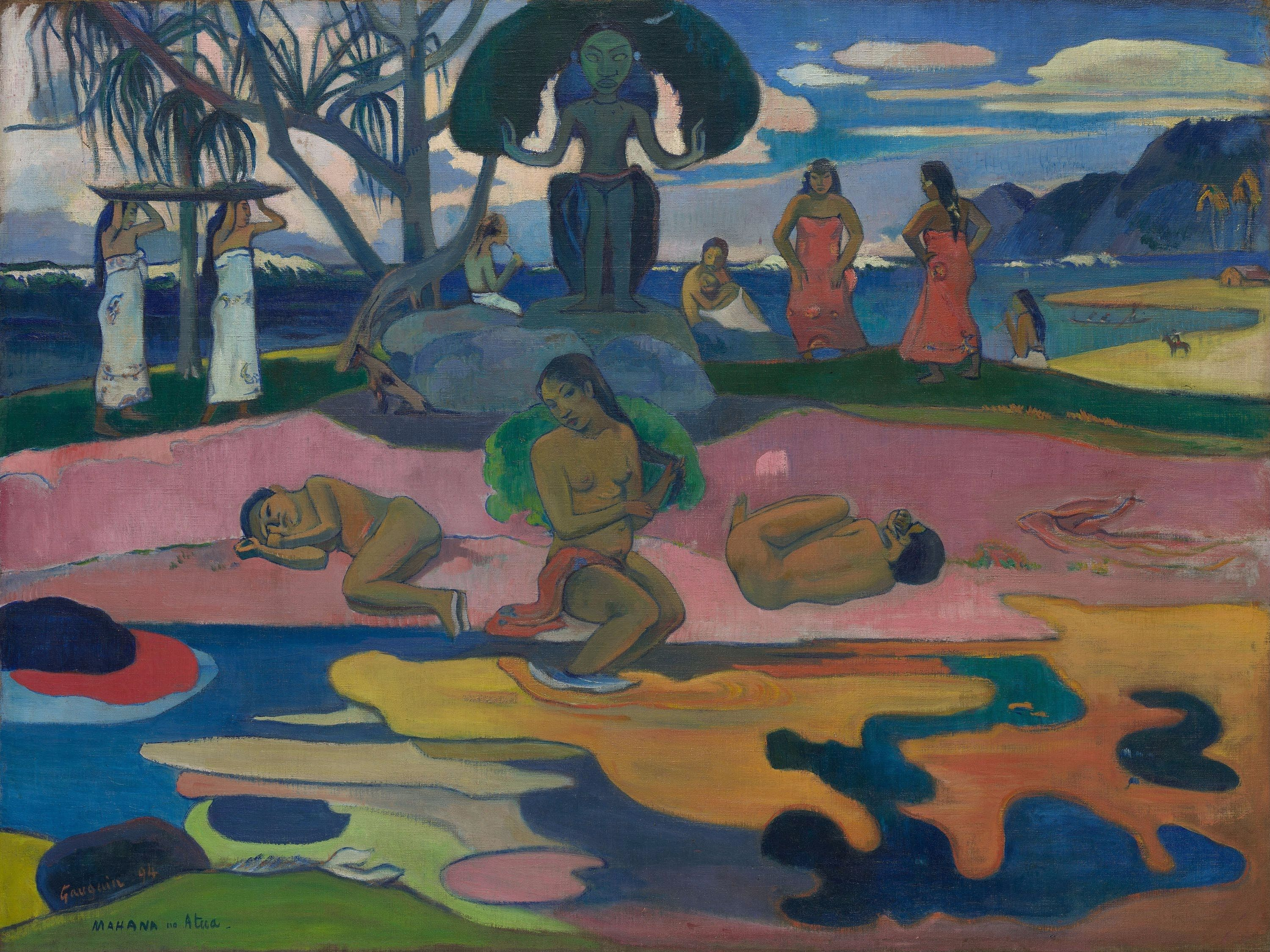
Gauguin: Der Tag des Gottes

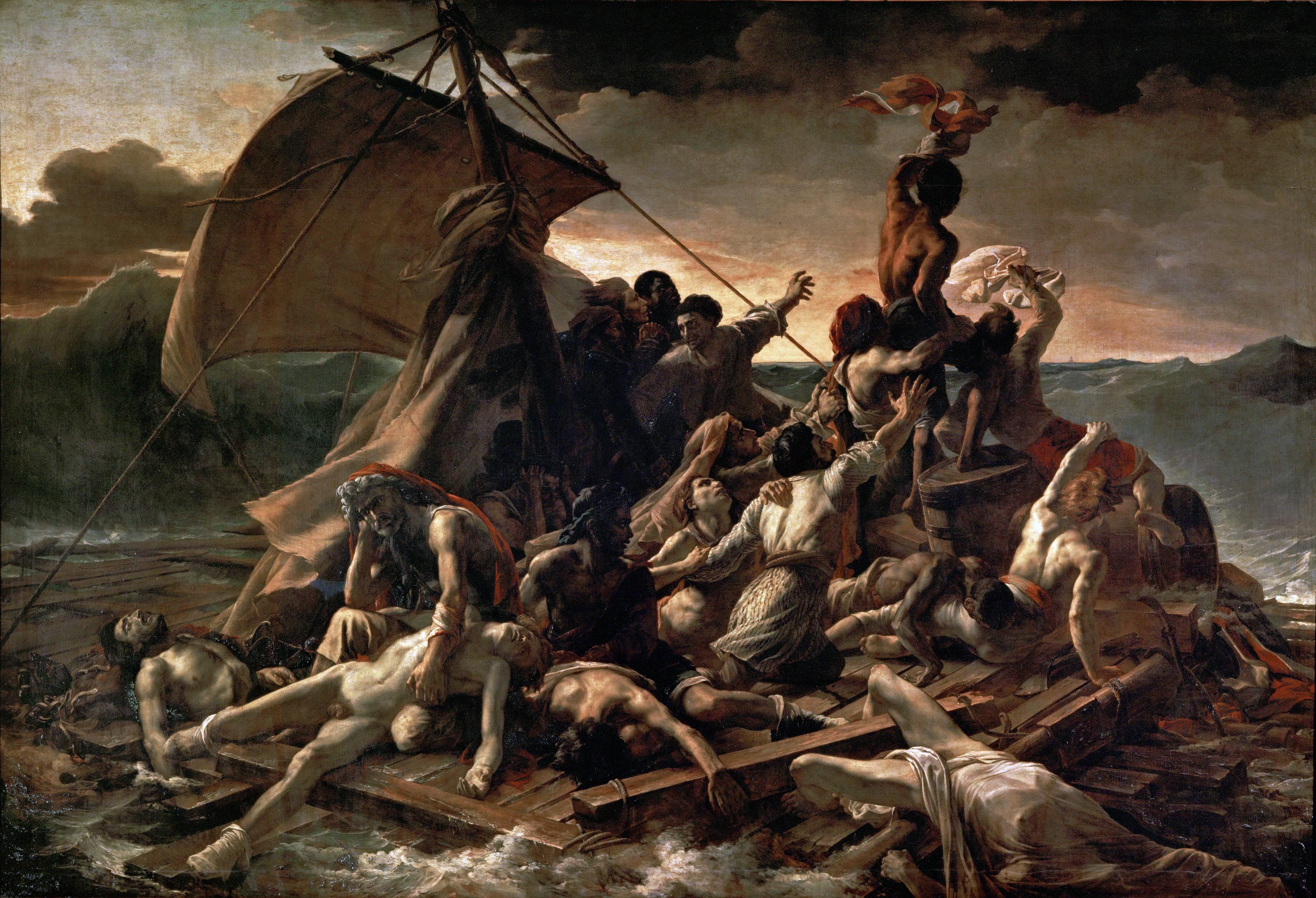
Géricault: Das Floß der Medusa

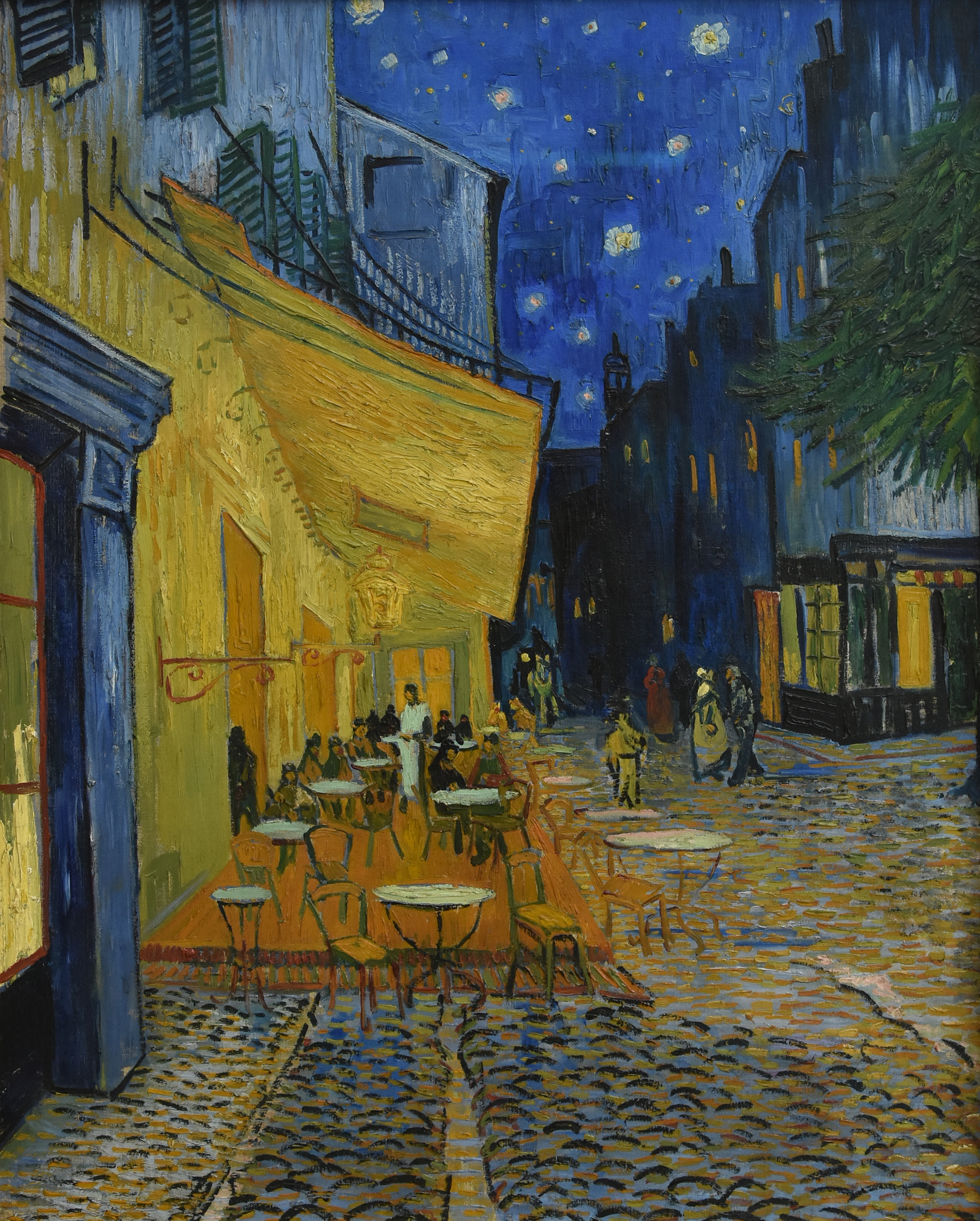
van Gogh: Caféterrasse am Abend

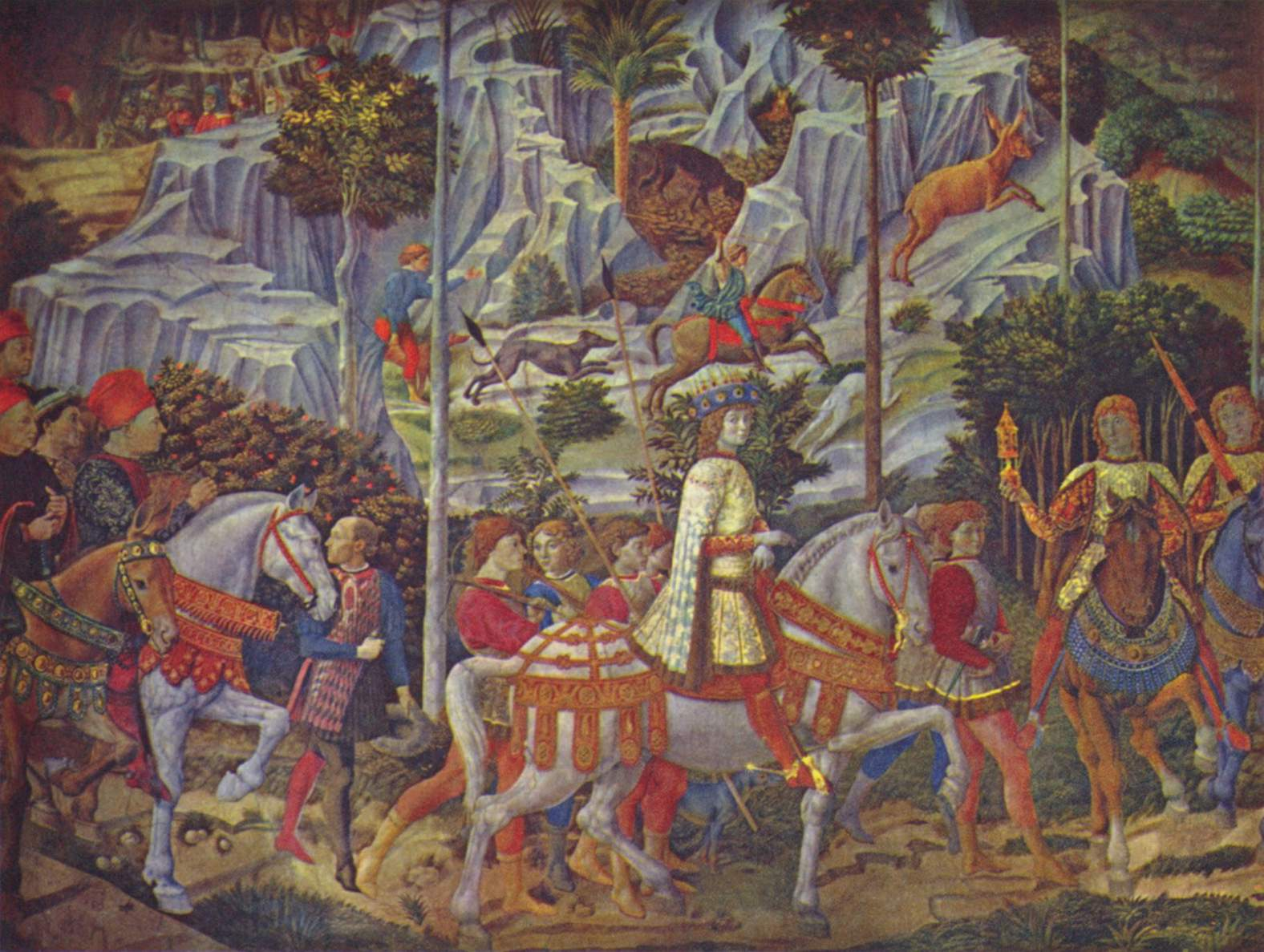
Gozzoli: Zug der Heiligen Drei Könige

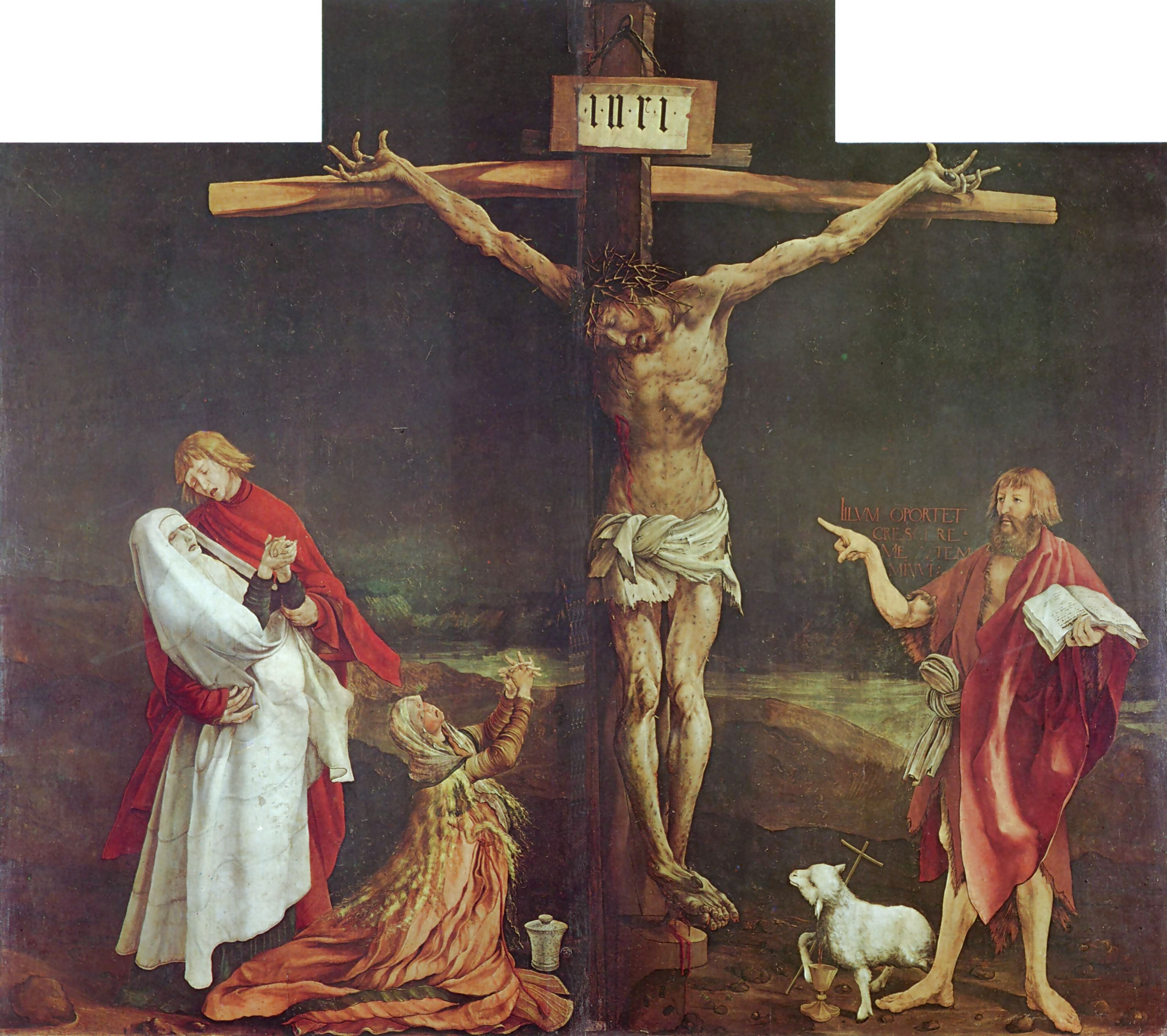
Grünewald: Kreuzigung vom Isenheimer Altar

Hunt: Der gedungene Schäfer

Jansson: Sonnenaufgang über den Dächern

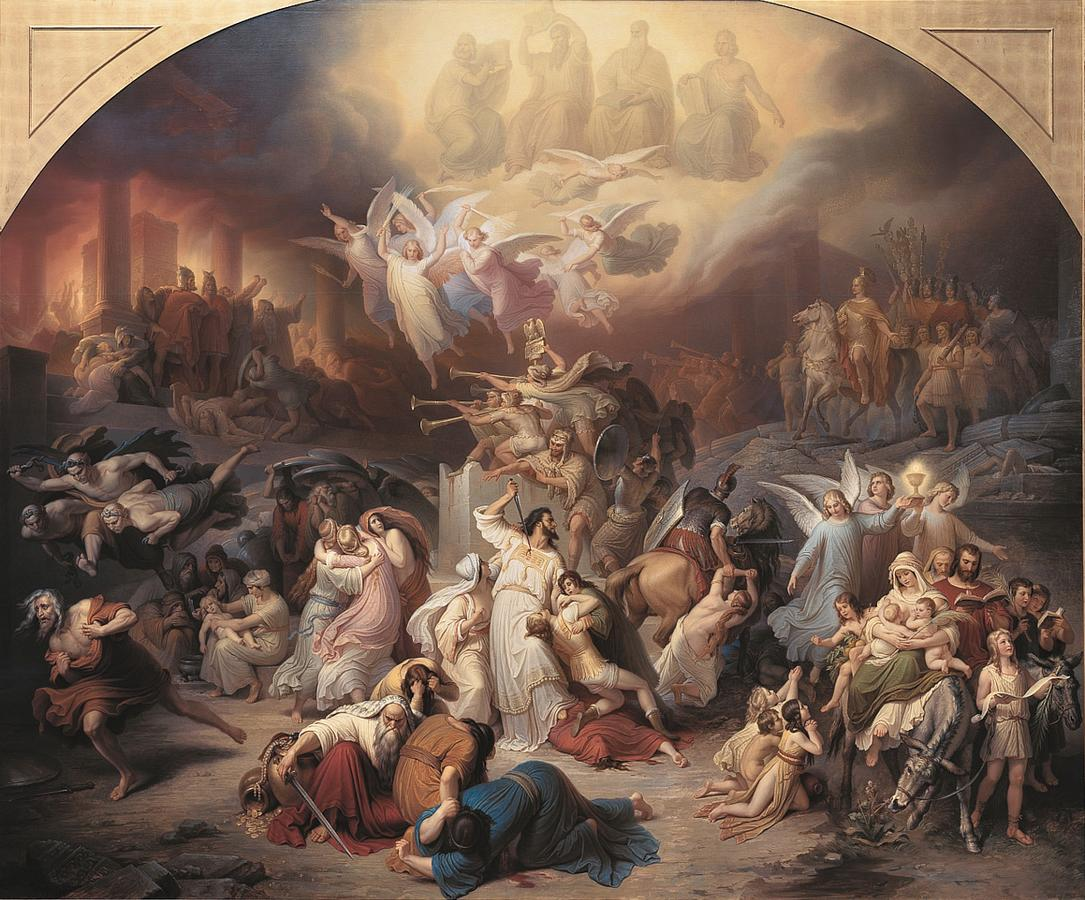
Kaulbach: Zerstörung Jerusalems durch Titus

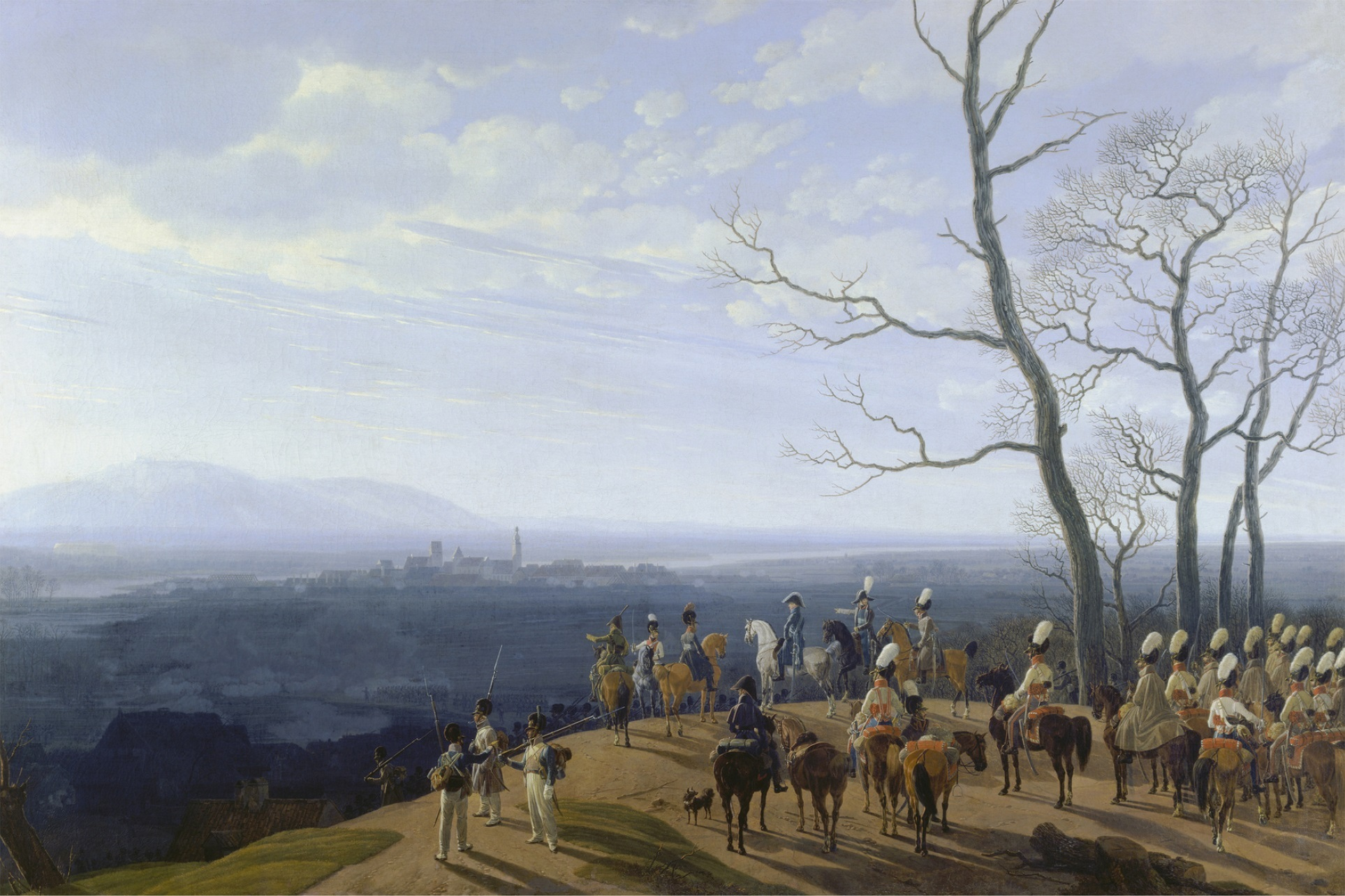
von Kobell: Belagerung von Kosel

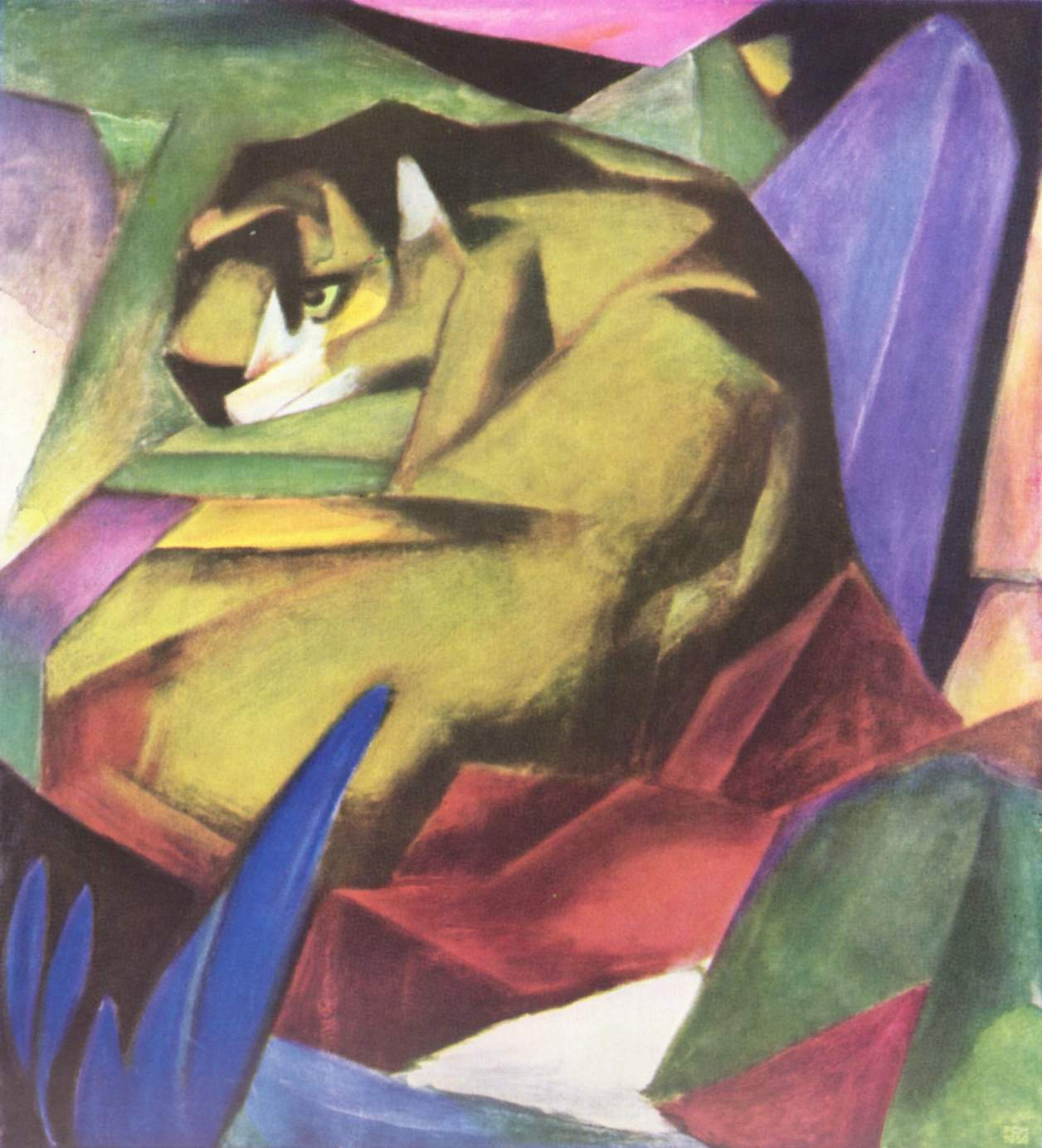
Marc: Der Tiger

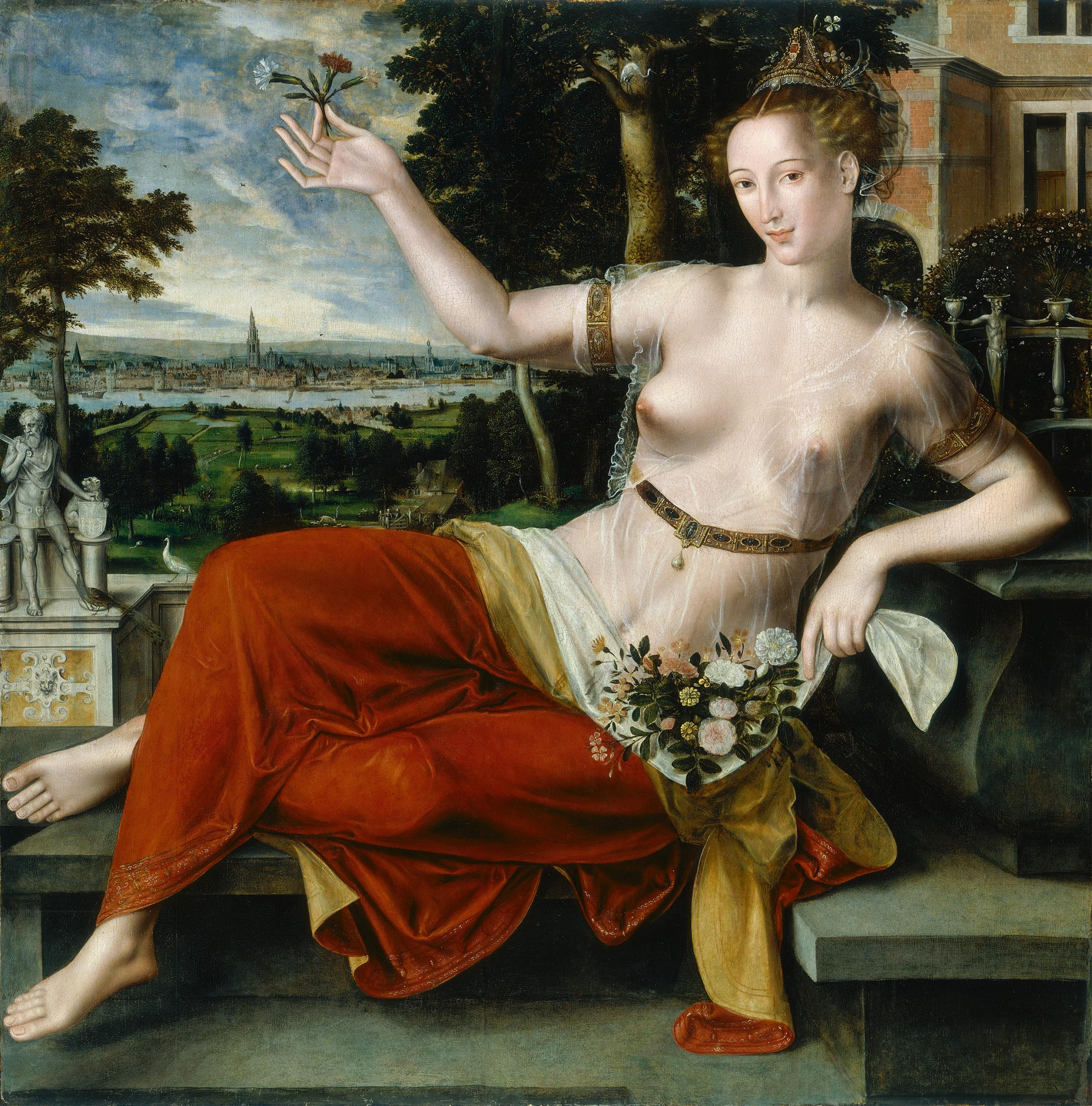
Massys: Flora

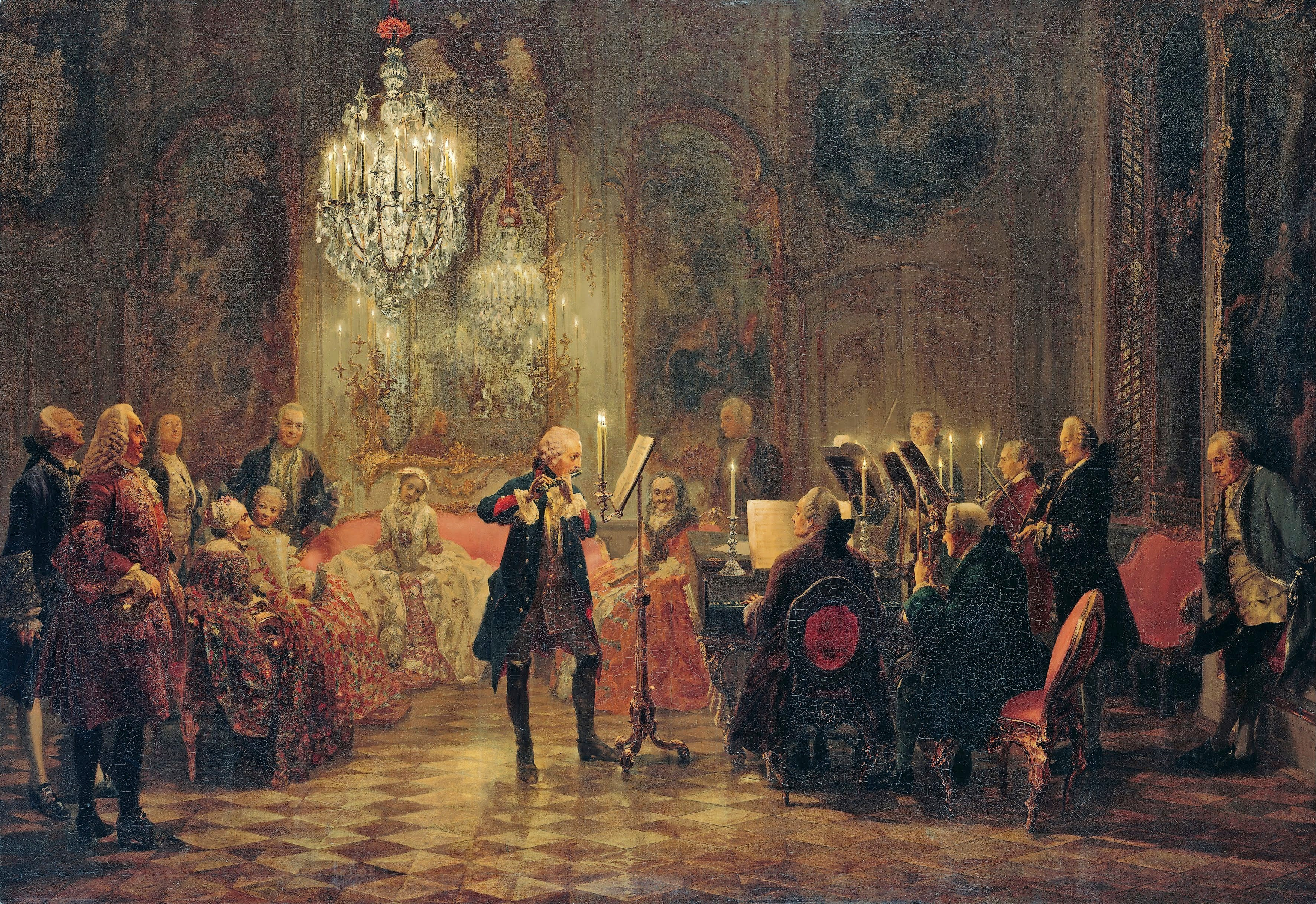
von Menzel: Das Flötenkonzert

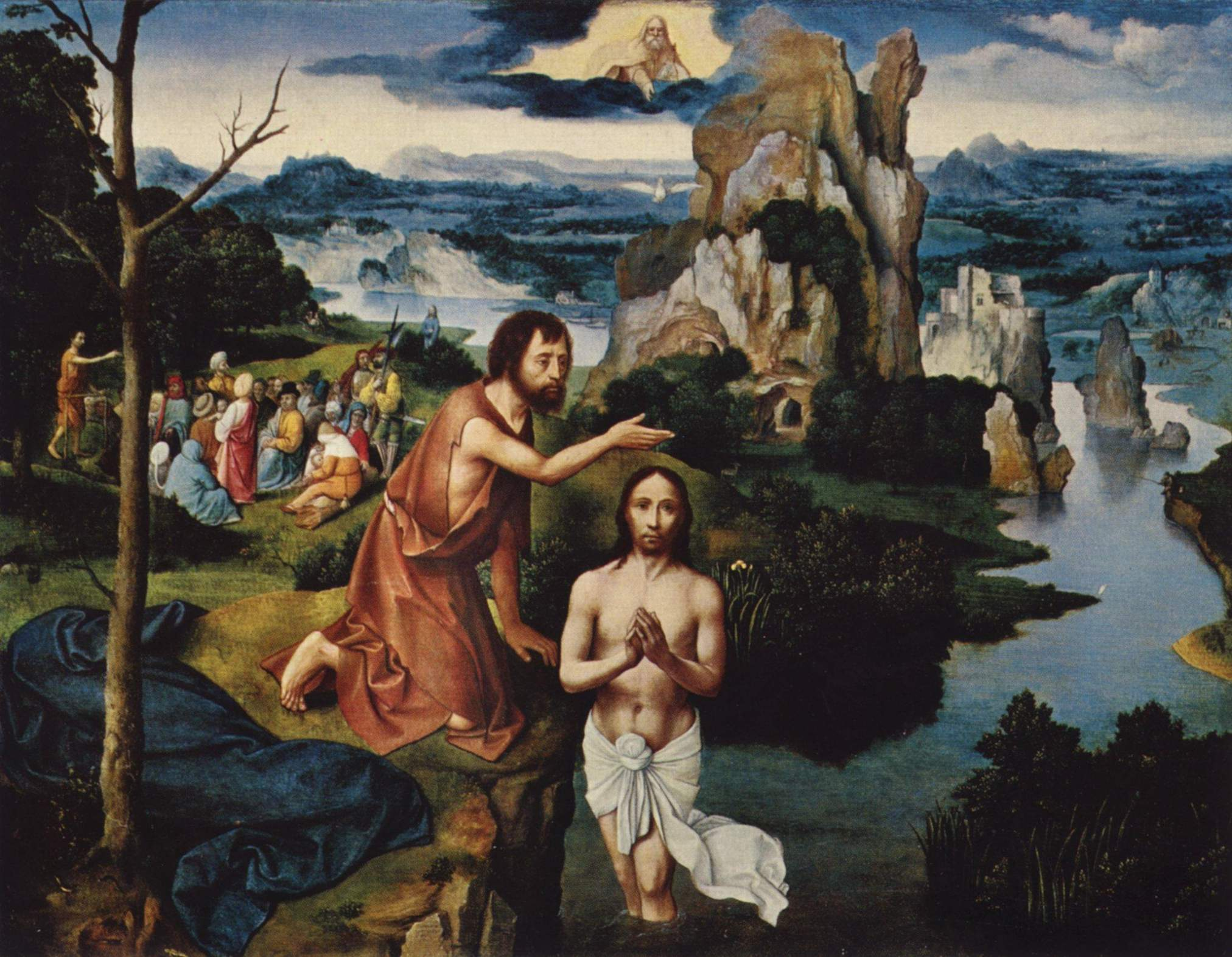
Patinier: Taufe Christi

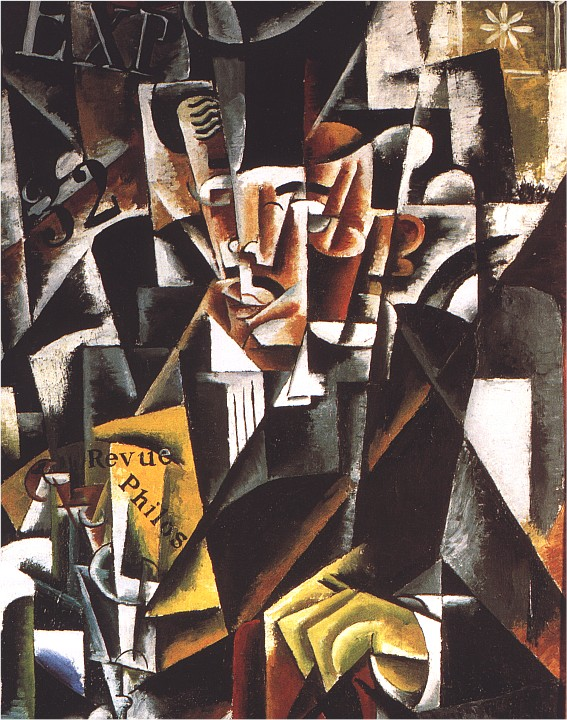
Popova: Der Philosoph

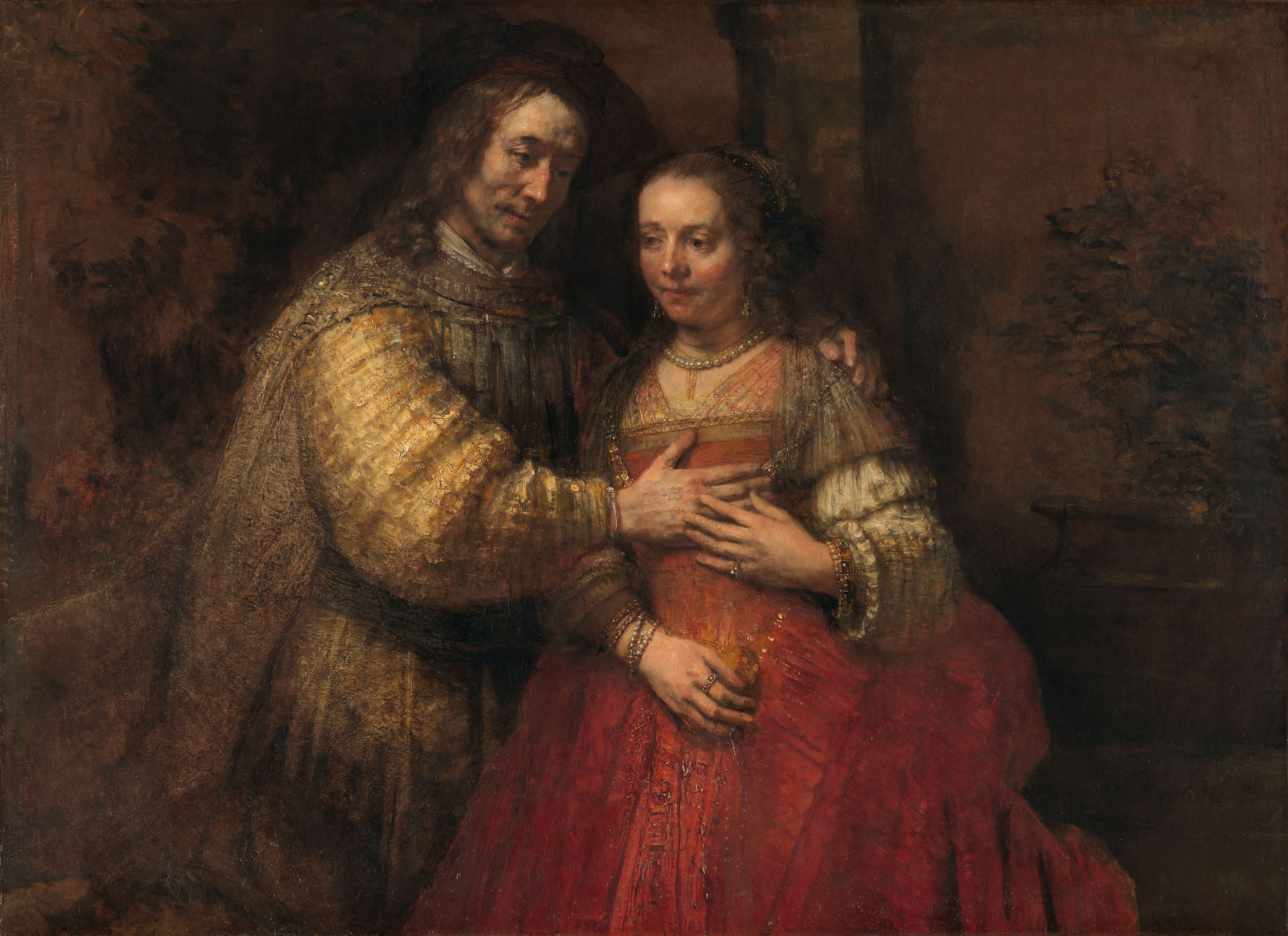
Rembrandt: Die Judenbraut

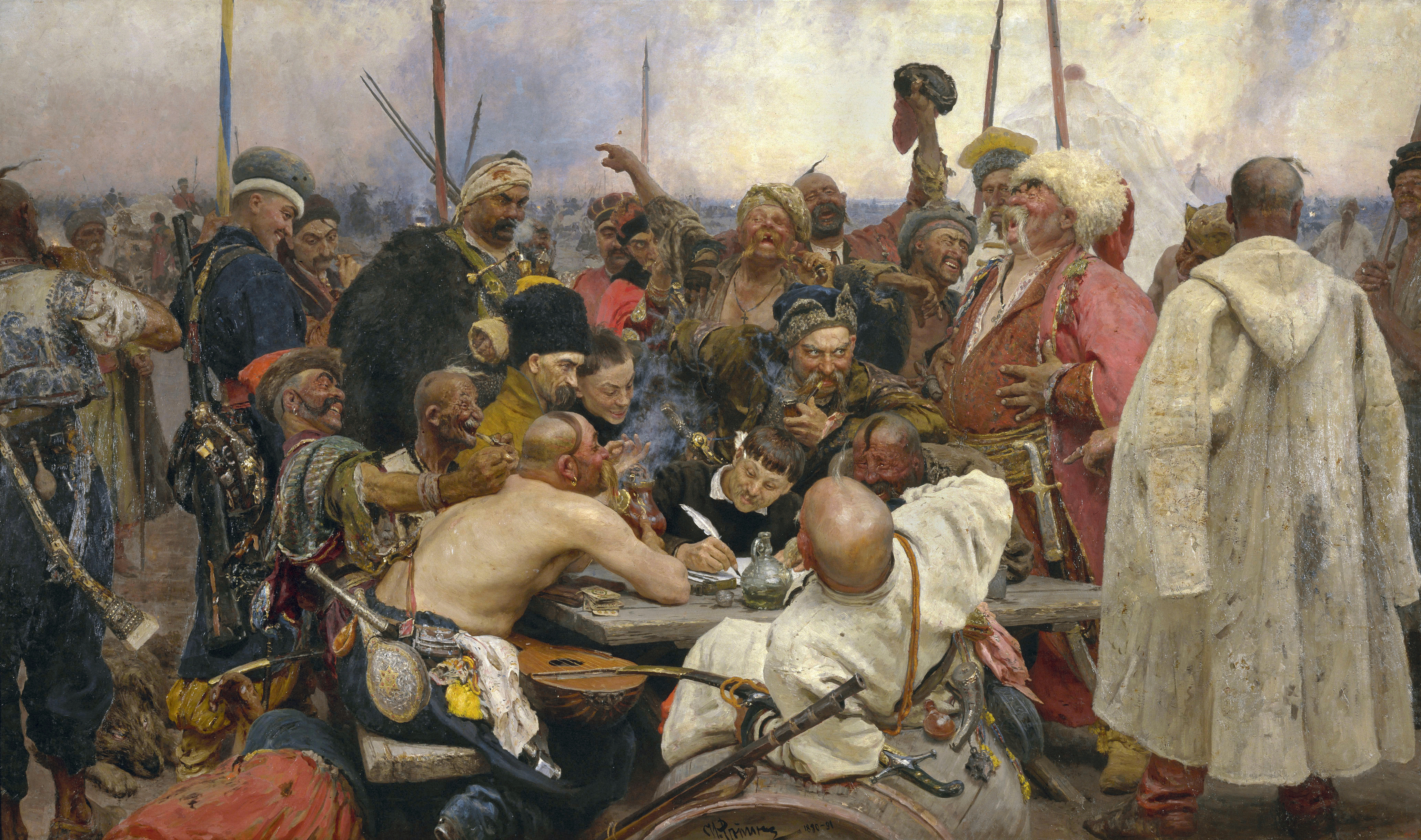
Repin: Die Saporoscher Kosaken schreiben einen Brief an den türkischen Sultan

Runge: Die Hülsenbeckschen Kinder

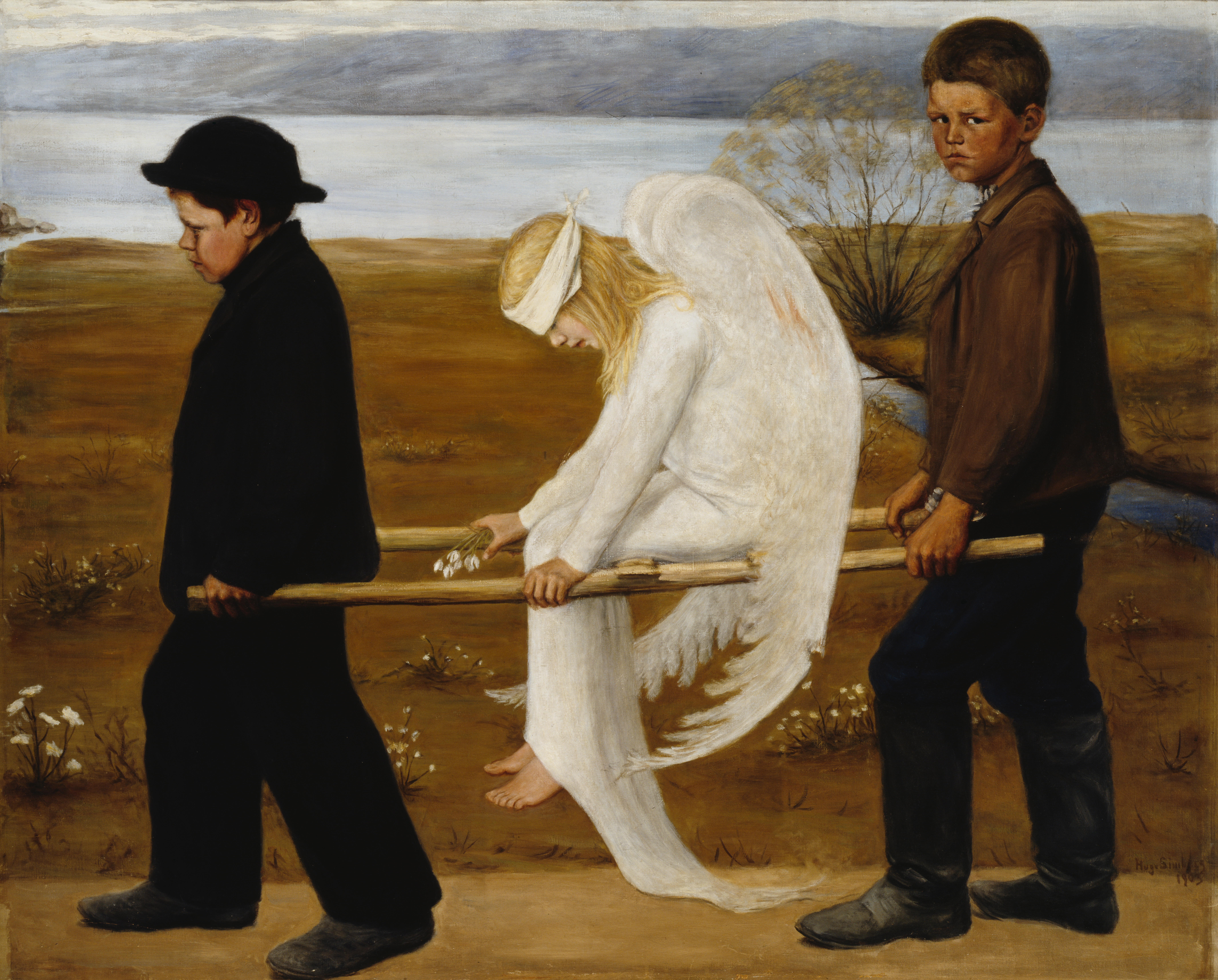
Simberg: Der verletzte Engel

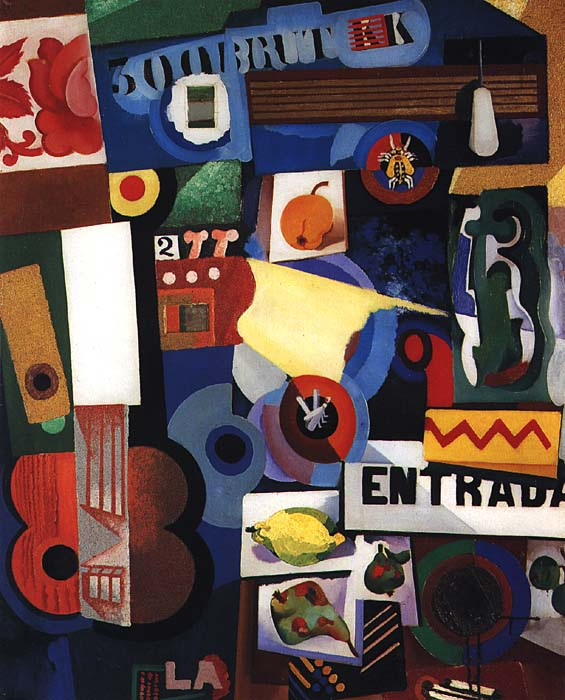
de Souza-Cardoso: Eingang

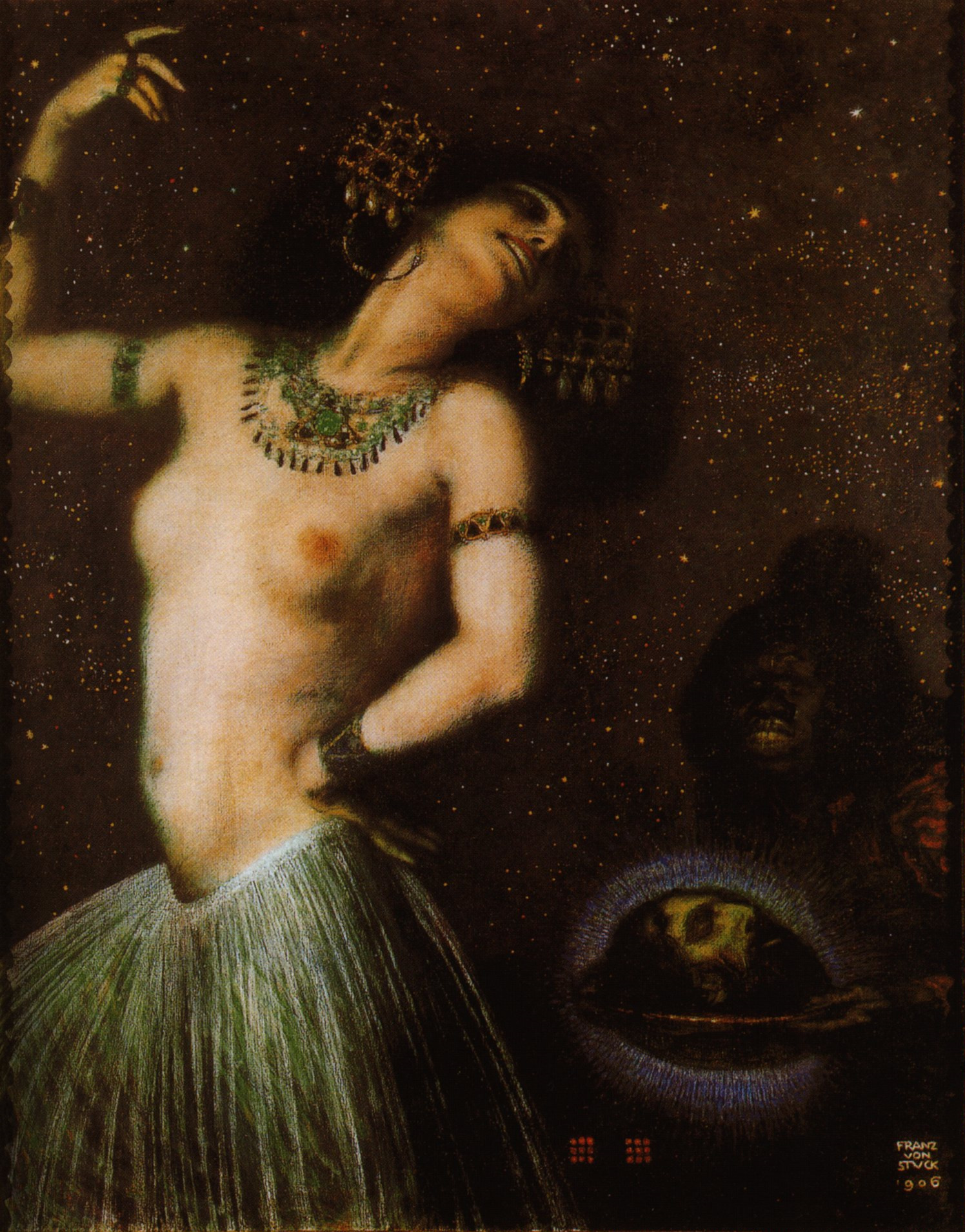
von Stuck: Salome

Tiepolo: Der Triumph von Tugend und Edelmut über die Unwissenheit

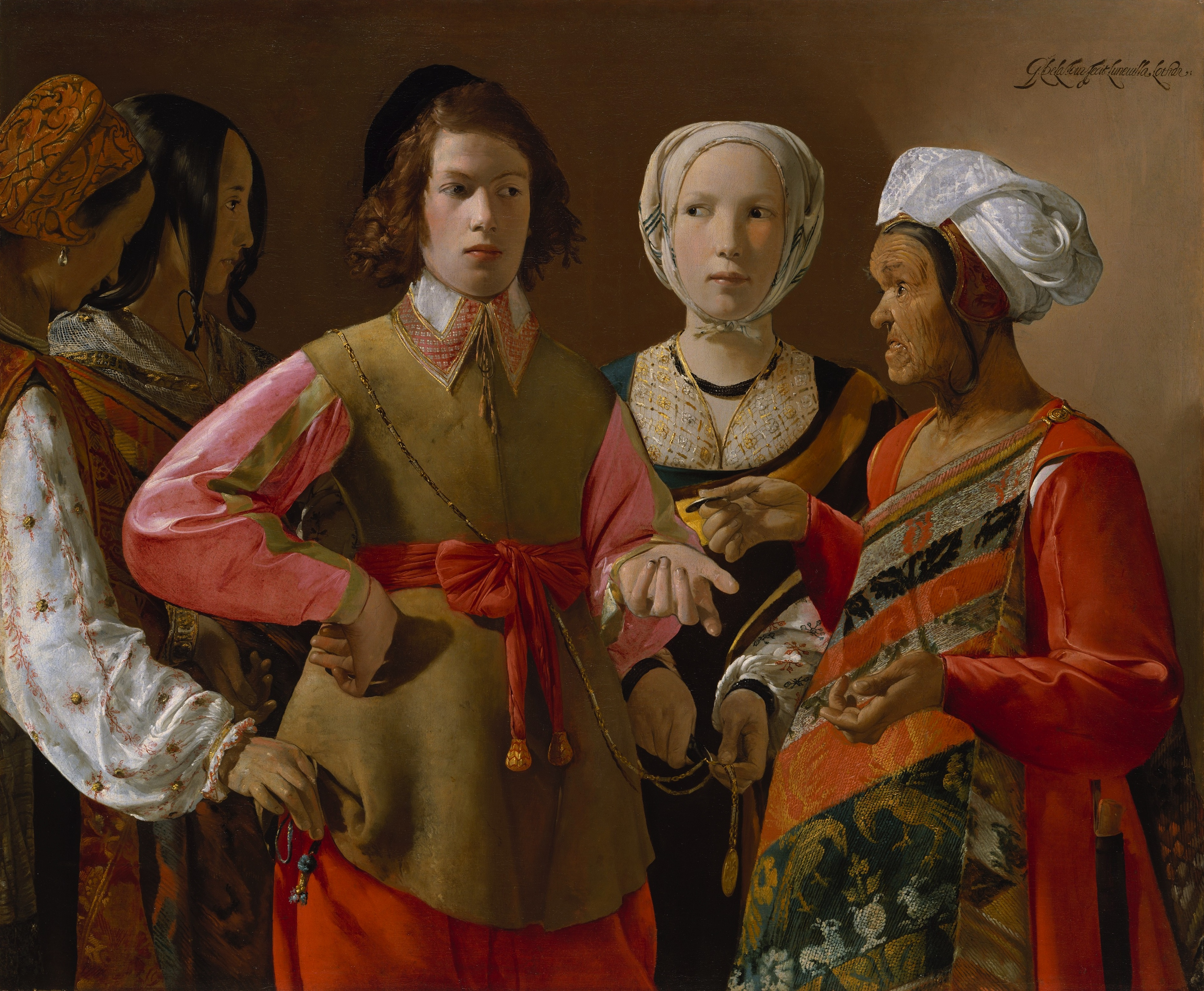
de la Tour: Die Wahrsagerin

Turner: Der Brand der Houses of Parliament

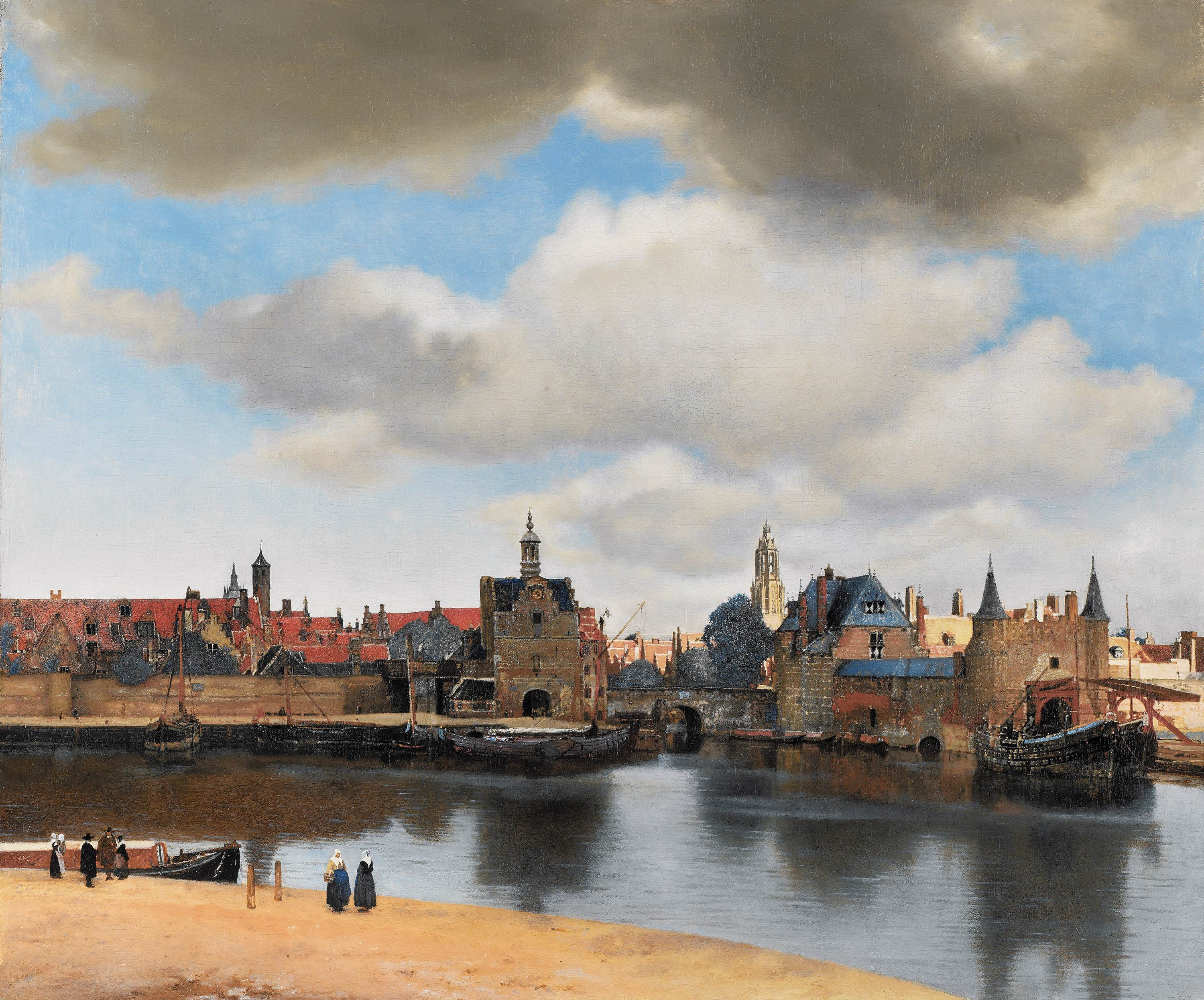
Vermeer: Blick auf Delft

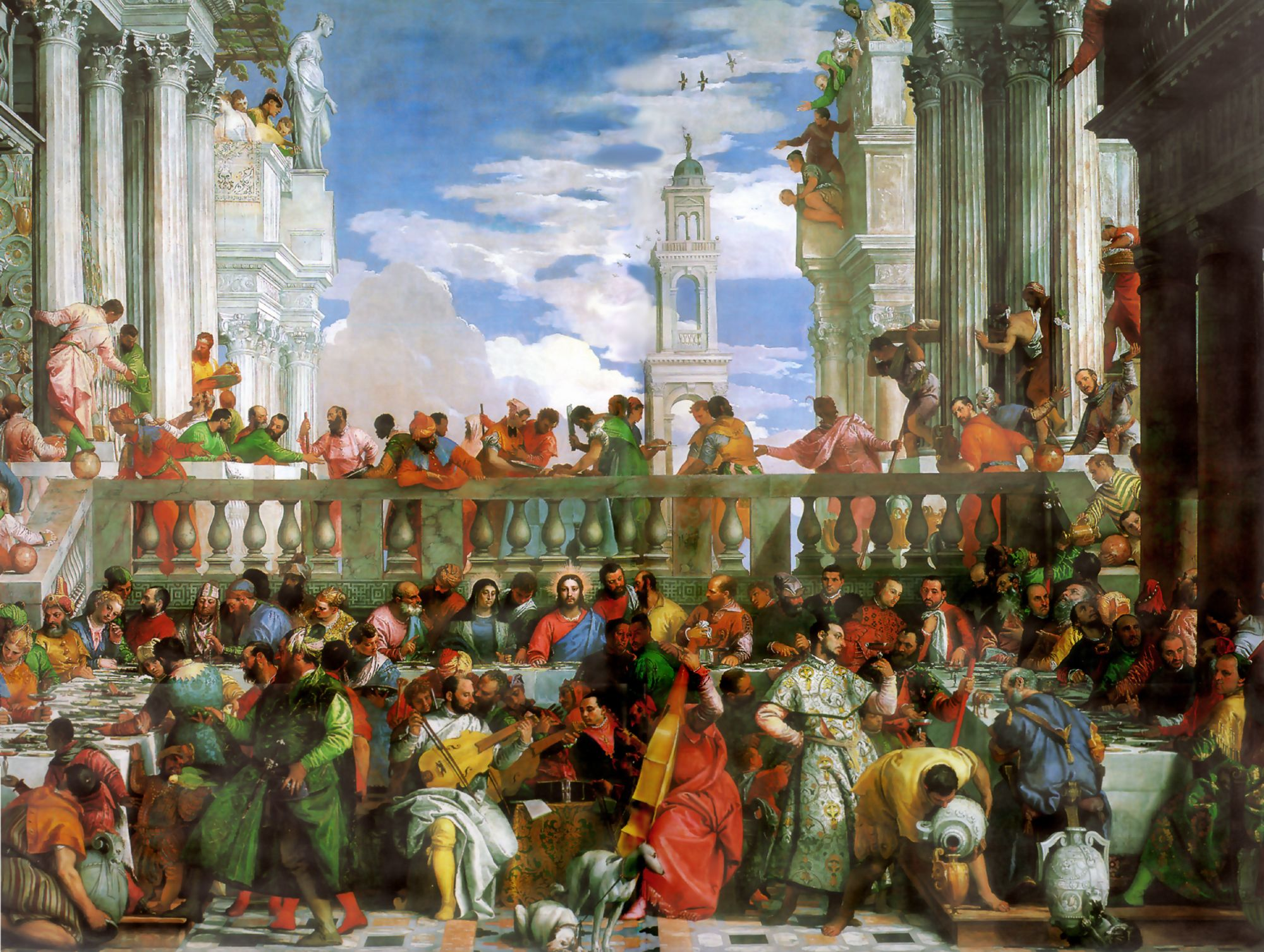
Veronese: Die Hochzeit zu Kana

da Vinci: Anna Selbdritt

Watteau: Einschiffung nach Kythera

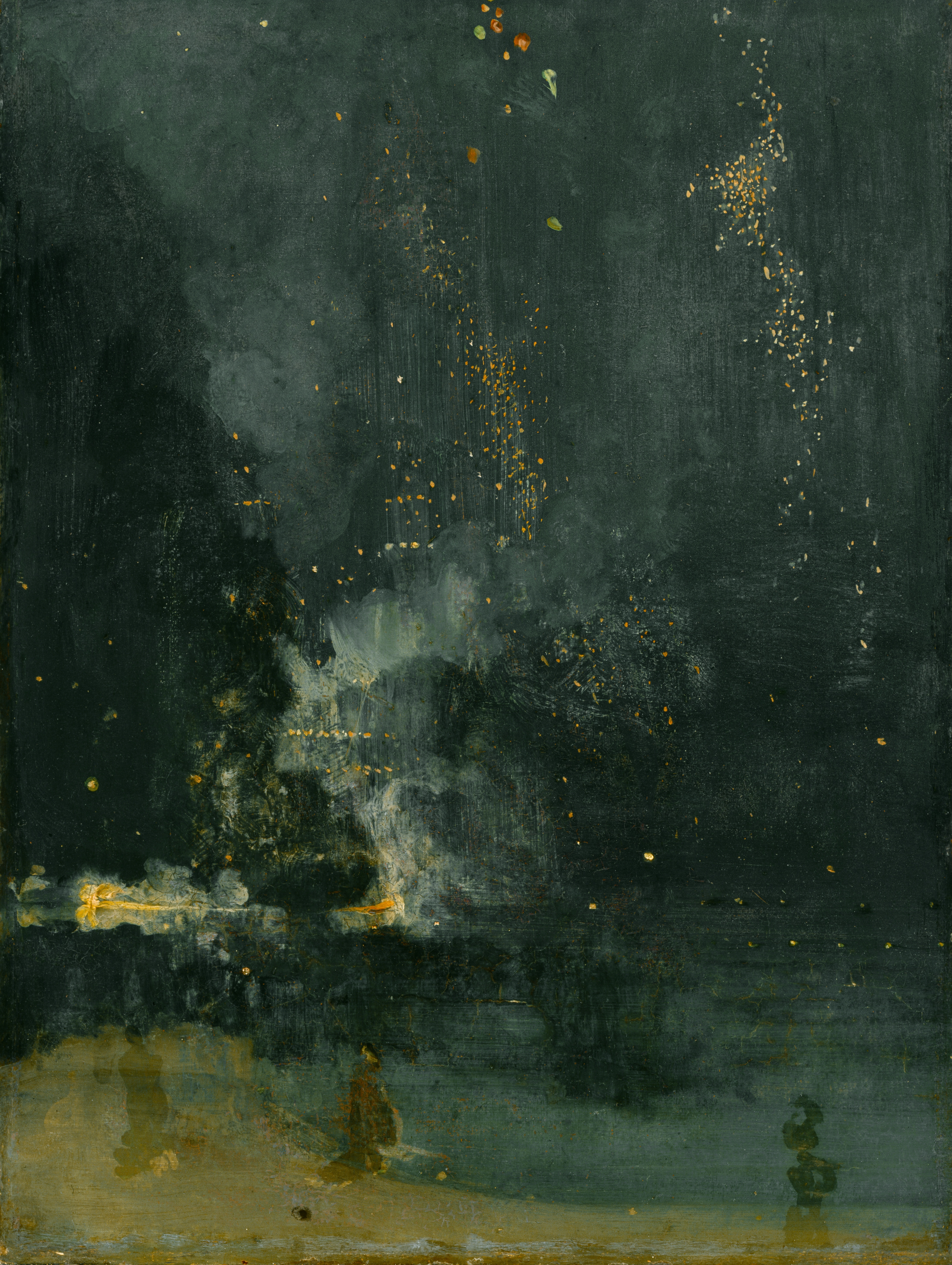
Whistler: Nocturne in Schwarz und Gold: Die fallende Rakete

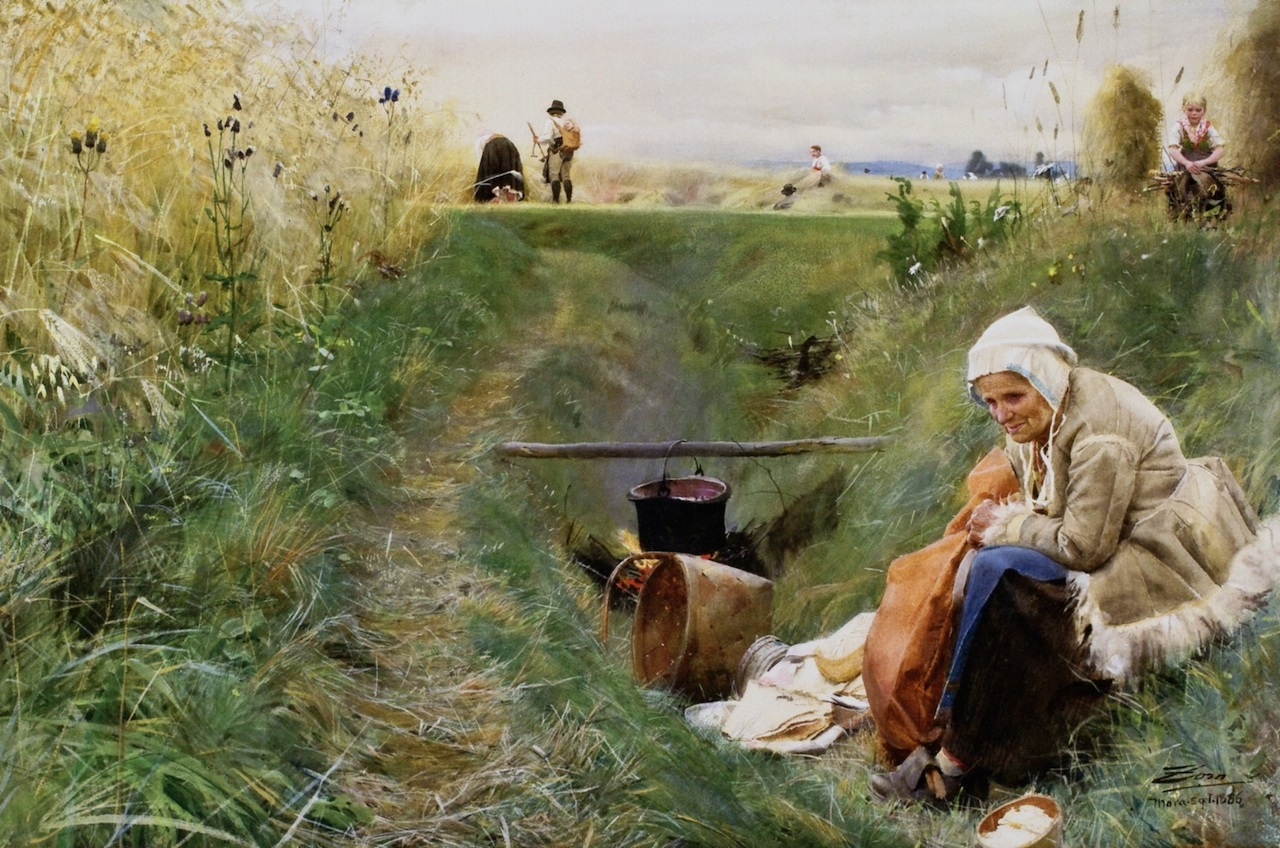
Zorn: Unser täglich Brot

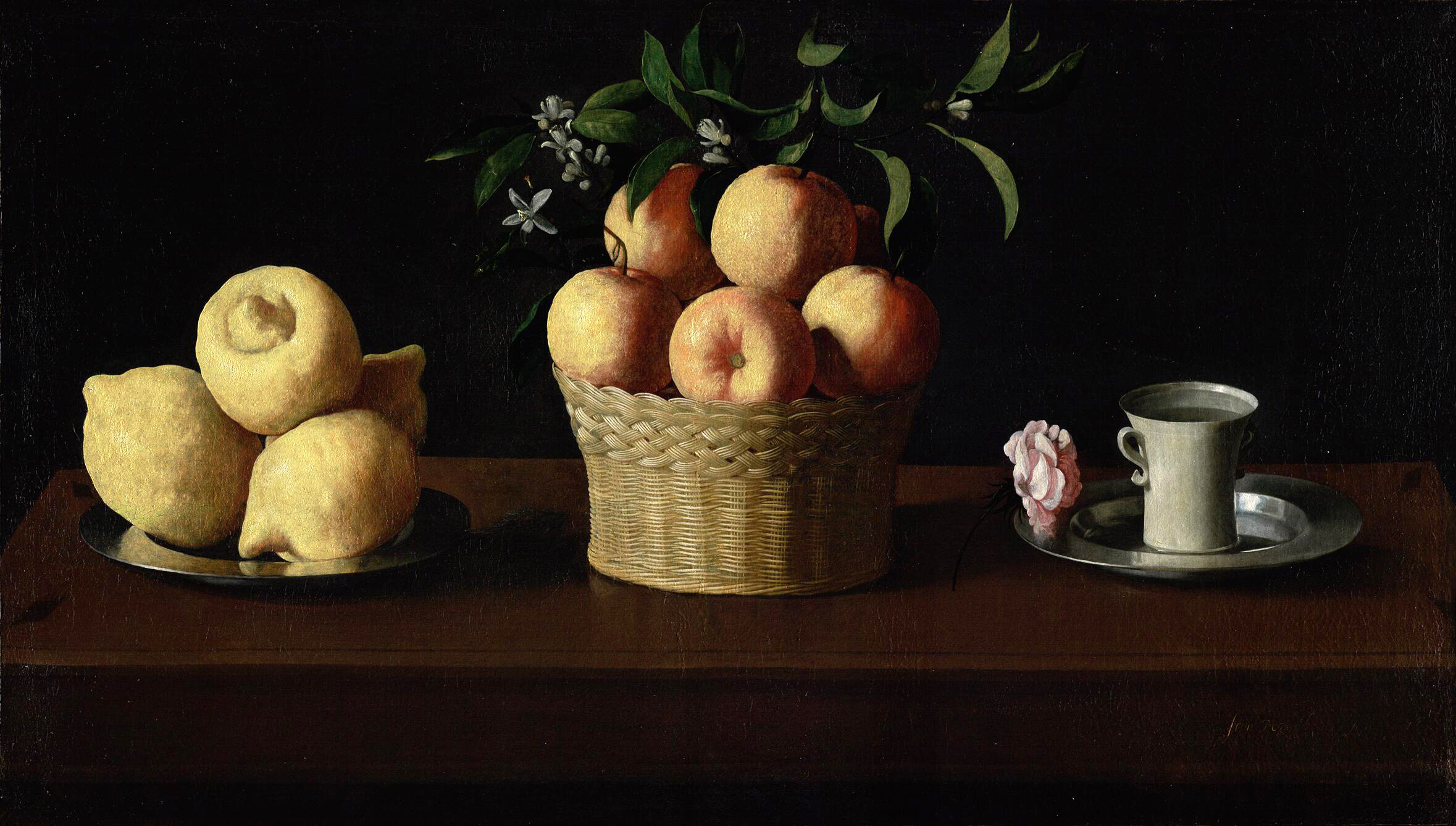
de Zurbarán: Stillleben: Zitronen, Orangen und eine Rose

1000 Meisterwerke – ursprünglich: 100 Meisterwerke aus den großen Museen der Welt – ist der Titel einer unter der Verantwortung des WDR produzierten Fernsehserie, die von 1981 bis 1994 im Deutschen Fernsehen, vom ORF und im Bayerischen Fernsehen ausgestrahlt wurde. In den jeweils zehn Minuten dauernden Sendungen wurde jeweils ein Gemälde präsentiert und von Kunsthistorikern analysiert. Die Ausstrahlungen am Sonntagabend verfolgten bis zu fünf Millionen Zuschauer.

## 100 Great Paintings
Für die BBC 2 entwickelte Edwin Mullins die Sendereihe 100 Great Paintings, bei der er als Autor und Sprecher auftrat. Mullins wählte zu 20 Themengruppen wie Krieg, Anbetung, die Sprache der Farbe, Jagd, Baden usw. jeweils fünf Gemälde. Die Auswahl reicht vom China des 12. Jahrhunderts bis in die 1950er Jahre, mit einem Schwerpunkt auf der europäischen Malerei. Dabei wählte er bewusst nicht die „größten“ Werke und ließ besonders bekannte wie die Mona Lisa oder John Constables Der Heuwagen aus. Die Reihe ist auf 20 Video-Kassetten oder DVDs erhältlich.
Mullins gab 1981 auf der Basis der Serie das Buch Great Paintings: Fifty Masterpieces, Explored, Explained and Appreciated heraus, das die Hälfte der Themengruppen umfasste (siehe Abschnitt Literatur).

## Von 100 zu 1000
Für den WDR entwickelte die Redakteurin für Bildende Kunst Wibke von Bonin die deutsche Version der Serie. Produziert wurde die Reihe von RM Arts, Regie führte Reiner E. Moritz, Sprecher war Rudolf Jürgen Bartsch, Kameramann war Konrad Kotowski, und die prägnante Titelmelodie wurde von Wilhelm Dieter Siebert komponiert. 
In jeder Folge wird ein Gemälde gezeigt und besprochen; dabei dienen andere Bilder desselben und anderer Künstler zum Vergleich.
Die deutsche oder englische Version zeigte man in Westdeutschland, den USA, England, den Niederlanden, Südafrika, Österreich, Skandinavien und Japan.
1983 erschien die deutsche Übersetzung von Mullins’ Buch als 100 Meisterwerke. 1985 erschien – nur in Deutschland – ein zweiter Band, der die noch fehlenden 50 Gemälde behandelte (siehe Abschnitt Literatur). Die Texte der Bücher und der Fernsehserien stimmen weitgehend überein.
Nach Abschluss der ursprünglichen Serie wurde diese – wiederum nur in Deutschland – unter dem Titel 1000 Meisterwerke fortgeführt. Dabei änderte man das Konzept derart, dass nun statt Themengruppen mehrere Bilder aus demselben Museum zu einer Reihe von Sendungen gebündelt wurden. Der Schwerpunkt lag dabei zunächst auf deutschen Museen, daneben berücksichtigte man europäische und einzelne internationale Kunsthäuser. Maler, die bereits in den 100 Meisterwerken vorkamen, ließ man zunächst beiseite. Vielfach sind die Autoren der Beiträge die für das jeweilige Bild zuständigen Kustoden. Vereinzelt wichen die Autoren vom starren Rahmen der Reihe ab: So behandelt der „Griechenlandzyklus“ mehrere Gemälde in einer Folge, und der Maler Konrad Klapheck schrieb den Beitrag zu einem eigenen Bild, benutzte dabei aber die dritte Person.
1986 erhielt von Bonin die Goldene Kamera für diese Arbeit, und es erschienen Videokassetten zu sieben deutschen Museen (siehe Abschnitt Literatur).
1987 und 1988 erschienen zwei weitere Buchbände mit den ersten 100 der 1000 Meisterwerke. 1994 endete die Serie bei etwa 270 Folgen, ohne dem Ziel von 1000 Teilen auch nur nahezukommen.
2004 entstand eine Einzelfolge über Werner Tübke. Heute wird die Reihe sporadisch bei 3sat, ZDFkultur, BR-alpha und Classica gezeigt. Von 2009 bis 2014 hat die Arthaus Musik GmbH zusammen mit dem ZDFtheaterkanal 40 DVD-Ausgaben auf 42 DVDs herausgebracht. Diese sind in neuer Zusammenstellung nach Stilrichtungen, Museen oder Themen geordnet. Einzelne Gemälde sind auf mehr als einer DVD berücksichtigt worden. Zusätzlich ist eine Blu-ray mit 30 Beiträgen erschienen (siehe Abschnitt Literatur).

## Neuauflage
ORF III startete am 7. März 2016 in Zusammenarbeit mit dem Kunsthistorischen Museum in Wien unter dem Titel 100 Meisterwerke eine Neuauflage der Sendereihe, die von Montag bis Freitag um 19.40 Uhr ausgestrahlt wird. Schriftsteller Michael Köhlmeier und Sabine Haag, Generaldirektorin des Kunsthistorischen Museums, präsentieren darin die Höhepunkte der Sammlungen des Museums. Die 50 fünfminütigen Kurzfolgen der ersten Staffel widmen sich jeweils einem Exponat. Zu den vorgestellten Kunstwerken zählen unter anderem die Saliera von Benvenuto Cellini, der Krönungsmantel, die Reichskrone, der Imperialwagen, Die Malkunst von Jan Vermeer, die Rosenkranzmadonna von Caravaggio, die Gemma Augustea und Die Jäger im Schnee von Pieter Bruegel der Ältere.
2018 folgte eine Neuauflage der Sendung, „1000 Meisterwerke, präsentiert von Friedrich Liechtenstein“, die in Zusammenarbeit des Senders UHD1 by HD+ mit TELE 5 HD entstanden ist. Die Kunstwerke wurden für diese Produktion in hoher Qualität neu abgefilmt. Friedrich Liechtenstein sprach den Text zu fünf Meisterwerken neu ein.

## Parodien

### Stenkelfeld
Die Comedy-Reihe Stenkelfeld hat die 100 Meisterwerke mehrfach parodiert. Titel der Episoden waren beispielsweise: Die Hochzeitszeitung, Die Tischdecke, Deutscher Behördenschreibtisch und Deutscher Wohnwagen.

### Monitor
Das Magazin Monitor drehte unter dem Titel 1000 Meisterwerke einen Beitrag über ein Foto des damaligen Kanzlers Gerhard Schröder.

### Sonderausgabe „Das Testbild“
Innerhalb der regulären Sendereihe 1000 Meisterwerke produzierte der ORF 1994 eine Ausgabe mit dem Titel Das Testbild. Sie machte mit ausgeprägter Ironie Fernsehtestbilder zum Sujet: „Vor Bildern wie diesem stehen Museumsbesucher oft ratlos, und im Stillen wird sich mancher schon gefragt haben, ob er es hier wirklich mit Kunst zu tun habe.“

### Die Wahlplakate von Merkel und Steinmeier
Der SWR sendete am 10. September 2009 einen Beitrag unter dem Titel 1000 Meisterwerke – Heute: Die Wahlplakate von Merkel und Steinmeier.

## Vorgestellte Werke
Hinweis: Die Namen der Gemälde sind wie im Begleitbuch der Serie angegeben, also in alter Rechtschreibung. Die Liste enthält die meisten der vorgestellten Werke.
- Josef Albers: Huldigung an das Quadrat: Gegen tiefes Blau (1955)[17] Text von Gisela Hoßmann
- José Sobral de Almada-Negreiros: Selbstportrait mit Gruppe (1925) Öl auf Leinwand, Text von Alexandre Melo
- Albrecht Altdorfer: Die Alexanderschlacht (1528–1529)[18] Text von John Hale
- Anna Ancher: Sonnenschein im blauen Zimmer (1891)
- Michael Ancher: Der Ertrunkene (1896)
- Margit Anna: Der Schöpfer ruht
- Giuseppe Arcimboldo: Das Feuer (1566) 66,5 × 51 cm, Öl auf Holz, Text von Karlheinz Nowald[19]
- Hendrick Avercamp: Winterlandschaft (um 1630)[20] Text von Edwin Mullins
- Harriet Backer: Taufe in Tanum
- Francis Bacon: Drei Studien für eine Kreuzigung (1944)[21] Text von Richard Cork
- Hans Baldung Grien: Der Tod und das Mädchen (1517)[22] 30 × 14,5 cm, Tempera auf Lindenholz, Text von Günter Metken[23]
- Giacomo Balla: Abstrakte Geschwindigkeit + Geräusch (1913–1914)[24] 54,5 × 76,5 cm, Öl auf Leinwand, Text von Karin von Maur[25][26]
- Georg Baselitz: Allegorie der Kunst
- Georg Baselitz: Die großen Freunde (1965)[27] Text von Thomas Kellein
- Max Beckmann: Schauspieler – Triptychon (1941–1942)[17] 199,4 × 150 cm, Öl auf Leinwand, Text von Gisela Hoßmann[28]
- Giovanni Bellini: Gebet Christi im Garten Gethsemane (um 1465)[29] Text von Alistair Smith
- Frits van den Berghe: Sonntag
- Umberto Boccioni: Abschiede (1911)[30] 70,5 × 96,2 cm, Öl auf Leinwand, Text von Marina Schneede[25][31]
- Arnold Böcklin: Frühlingserwachen (1880)[32] Text von Reinhart Lohmann
- Pierre Bonnard: Akt im Gegenlicht (1908)[33] Text von Edwin Mullins
- Hieronymus Bosch: Der Garten der Lüste (um 1500)[29] Text von Alistair Smith
- Sandro Botticelli: Die Geburt der Venus (1478–1487)[34] Text von Edwin Mullins
- François Boucher: Ruhendes Mädchen (1751)[35] Text von Edwin Mullins
- Johann Peter Brandl: Die Genesung des blinden Tobias[36]
- Georges Braque: Die Musikerin (1917–1918)[37] Text von Edwin Mullins
- Pieter Bruegel der Ältere: Der Sturz des Ikarus (um 1550)[38] Text von Edwin Mullins
- Pieter Bruegel der Ältere: Der Triumph des Todes (1562/63) 117 × 162 cm, Öl auf Holz, Text von Karlheinz Nowald[23][39]
- Pieter Bruegel der Ältere: Heimkehr der Jäger (1565)[40] Text von David Piper
- Gustave Caillebotte: Straße in Paris an einem regnerischen Tag (1877)[41] 212,2 × 276,2 cm, Öl auf Leinwand, Text von Jürgen Schultze[42][43]
- Antonio Canaletto: Das Bacino am Himmelfahrtstag (1734)[44] Text von John Hale
- Caravaggio: Christus in Emmaus (1596–1598)[33] Text von Alistair Smith
- Caravaggio: Junger Lautenspieler (um 1596) 94 × 119 cm, Öl auf Leinwand, Text von Edwin Mullins[45][46]
- Julius Schnorr von Carolsfeld: Die Familie Johannes des Täufers bei der Familie Christi (1817)
- Vittore Carpaccio: Das Wunder des Kreuzes (1494)[47] Text von Alistair Smith
- Annibale Carracci: Flusslandschaft mit Kastell und Brücke (um 1595)[37] Text von David Piper
- Carl Gustav Carus: Eichen am Meer (1835) 117,5 × 162,5 cm, Öl auf Leinwand, Text von Helmut Börsch-Supan[48]
- Mary Cassatt: Das Bad (um 1891)[41] 100,3 × 66,1, Öl auf Leinwand, Text von Jürgen Schultze[42][43]
- Paul Cézanne: La Montagne Sainte-Victoire (1897)[49] Text von Edwin Mullins
- Paul Cézanne: Die Badenden (um 1900)[50] Text von Anita Brookner
- Marc Chagall: Ich und das Dorf (1911)[38] Text von Robert Rosenblum
- Marc Chagall: Der Spaziergang
- Jean Siméon Chardin: Die Lehrerin (vor 1740)[51] Text von Edwin Mullins
- China: Klares Wetter im Tal (12. Jahrhundert)[20] Text von Penelope Mason
- John Constable: Die Kathedrale von Salisbury (1823)[38] Text von Hugh Casson
- Lovis Corinth: Selbstbildnis vor der Staffelei (1914)[1][7] Text von Gisela Hoßmann
- Antonio da Correggio: Leda und der Schwan (um 1530)[52] Text von David Piper
- Gustave Courbet: Das Jagdfrühstück (1858)[40] Text von Edwin Mullins
- Lucas Cranach der Ältere: Adam und Eva im Paradies (1531)[53][54] 51,3 × 35,5 cm, Öl auf Rotbuchenholz, Text von Karlheinz Nowald[23]
- Lucas Cranach der Ältere: Venus und Amor (1509) 213 × 102 cm, Öl auf Leinwand, Text von Edwin Mullins[46]
- Johan Christian Clausen Dahl: Blick auf Dresden bei Vollmondschein (1839) 78 × 130 cm, Öl auf Leinwand, Text von Hans Joachim Neidhardt[48]
- Salvador Dalí: Die brennende Giraffe (1936)[22] 35 × 27 cm, Öl auf Holz, Text von Katrin von Maur[55]
- Honoré Daumier: Ecce Homo (um 1849–1852)[47] Text von John Jacob
- Jacques-Louis David: Die Liktoren bringen Brutus die Leichen seiner Söhne (1789)[21] Text von Anita Brookner
- Edgar Degas: Die Frau in der Wanne (1886)[50] Text von Alistair Smith
- Eugène Delacroix: Das Massaker von Chios (1824)[18] Text von Anita Brookner
- Robert Delaunay: Eiffelturm, Champs de Mars (1911)[41] 160,7 × 128,6 cm, Öl auf Leinwand, Text von Wenzel Jacob[25][43]
- Sonia Delaunay-Terk: Elektrische Prismen (1914)[56] 250 × 250 cm, Öl auf Leinwand, Text von Marina Schneede[57]
- Paul Delvaux: Pygmalion (1939) 117 × 148 cm, Öl auf Holz, Text von Catherine de Croës[55]
- Niklaus Manuel Deutsch: Pyramus und Thisbe (nach 1523)[22] Text von Günter Metken
- Otto Dix: Flandern (1934–1936)[58][59] 200 × 250 cm, Öl und Tempera auf Leinwand, Text von Hermann Wiesler[60]
- Jean Dubuffet: Glückliches Land (1944)[56] 130,5 × 89 cm, Öl auf Leinwand, Text von Uwe M. Schneede[57]
- Jean Dubuffet: Jean Dubuffet
- Duccio: Christus heilt einen Blinden (1308–1310)[61] Text von Alistair Smith
- Marcel Duchamp: Trauriger junger Mann in einem Zug (1911)[24] 100 × 73 cm, Öl auf Karton, Text von Marina Schneede[26]
- Albrecht Dürer: Bildnis einer jungen Venezianerin (1505) 32,5 × 24,5 cm, Öl auf Holz, Text von Karlheinz Nowald[23][19]
- Albrecht Dürer: Selbstbildnis (1498)[62] Text von Alistair Smith
- Albrecht Dürer: Bildnis eines unbekannten Geistlichen (1516)
- Anthonis van Dyck: Simson und Delila (um 1628–1630)[63] 146 × 254 cm, Öl auf Leinwand, Text von Karlheinz Nowald[45][19]
- Thomas Eakins: Max Schmitt im Einer (1871)[20] Text von Milton Wolf Brown
- Albert Edelfelt: Im Jardin du Luxembourg (1887) 144 × 188 cm, Öl auf Leinwand, Text von Marjatta Levanta[42]
- Halfdan Egedius: Mari Clasen
- James Ensor: Selbstporträt mit Masken (1899)[62] Text von Edwin Mullins
- Max Ernst: Die Einkleidung der Braut (1940[64])[52] Text von George Melly
- Richard Estes: Ansonia (1977) 121,92 × 152,4 cm, Öl auf Leinwand, Text von Karlheinz Nowald[65]
- Jan van Eyck: Die Madonna des Kanzlers Rolin (1434)[34] Text von John Hale
- Lyonel Feininger: Vogelwolke (1926)[17] Text von Gisela Hoßmann
- Károly Ferenczy: Oktober
- Lucio Fontana: Concetto Spaziale (1957)[27] Text von Ursula Bode
- Piero della Francesca: Auferstehung Christi (um 1460)[34] Text von David Piper
- Piero della Francesca: Die Geburt Christi (um 1480)[37] Text von Alistair Smith
- Helen Frankenthaler: Berge und See (1952)[66] 220 × 297,8 cm, Öl auf Leinwand, Text von Jula Dech[67]
- Caspar David Friedrich: Das Eismeer (1822–1824)[68][69] 96,7 × 126,9 cm, Öl auf Leinwand, Text von Sigrun Paas[48]
- Johann Heinrich Füssli: Titania liebkost Zettel mit dem Eselskopf (1793)[32] Text von Reinhart Lohmann
- Thomas Gainsborough: Robert Andrews und seine Frau (1748–1749)[52] Text von Edwin Mullins
- Akseli Gallen-Kallela: Lemminkäinens Mutter
- Paul Gauguin: Der Tag des Gottes (1894)[70] Text von Edwin Mullins
- Paul Gauguin: Zärtliche Träumerei (1894) 74 × 100 cm, Öl auf Leinwand, Text von Edwin Mullins[46]
- Théodore Géricault: Das Floß der Medusa (1819)[71] 491 × 716 cm, Öl auf Leinwand, Text von Karin von Maur[72]
- Alberto Giacometti: Porträt Jean Genet (1955)[56] 73 × 60 cm, Öl auf Leinwand, Text von Hermann Wiesler[57]
- Giorgione: Ruhende Venus (1508)[35] Text von John Hale
- Giorgione: Ländliches Konzert (um 1510)[37] Text von John Jacob
- Giotto: Beweinung Christi (um 1304–1306)[21] Text von Alistair Smith
- Hugo van der Goes: Anbetung der Könige (um 1470)[53][54] Text von Karlheinz Nowald
- Vincent van Gogh: Selbstporträt (1889)[62] Text von David Piper
- Vincent van Gogh: Caféterrasse am Abend (1888)[73] Text von David Hockney
- Arshile Gorky: Im Jahr der Wolfsmilch (1944)[66] 94,2 × 119,3 cm, Öl auf Leinwand, Text von Jürgen Schultze[67]
- Francisco Goya: Der Koloß (um 1810) 116 × 105 cm, Öl auf Leinwand, Text von Martin Warnke[39]
- Francisco Goya: Die nackte Maja (um 1800)[35] Text von Edwin Mullins
- Francisco Goya: Karnevalsszene (1793)[44] Text von Edwin Mullins
- Benozzo Gozzoli: Der Zug der Heiligen Drei Könige (um 1460)[44] Text von John Hale
- Gotthard Graubner: Schwarze Haut (1969)[27] Text von Gisela Hoßmann
- El Greco: Das Begräbnis des Grafen von Orgaz (1586)[21] Text von Edwin Mullins
- El Greco: Blick auf Toledo (1600–1610)[73] Text von Edwin Mullins
- Juan Gris: Der Frühstückstisch (1915)[56] 92 × 73 cm, Öl und Kohle auf Leinwand, Text von Karin von Maur[57]
- George Grosz: Ohne Titel (1920)[74][8] Text von Werner Schmalenbach
- Matthias Grünewald: Kreuzigung vom Isenheimer Altar (1515)[21] Text von David Piper
- Tohaku Hasegawa: Kiefern- und Herbstgräser
- Erich Heckel: Genesende (1912–1913)[17] Text von Gisela Hoßmann
- Bernhard Heisig: Christus verweigert den Gehorsam (1986)
- Kaii Higashiyama: Der Weg
- Hannah Höch: Schnitt mit dem Küchenmesser (1919–1920)[58][59] 114 × 90 cm, Fotomontage und Collage mit Wasserfarben, Text von Gisela Hoßmann[60]
- Ferdinand Hodler: Jüngling, vom Weibe bewundert (1903)[32] Text von Reinhart Lohmann
- Hans Holbein der Jüngere: Bildnis der Frau Holbeins mit den Kindern Katharina und Philipp (1528)[22] 77 × 64 cm, Papier auf Holz, Text von Renate Liebenwein[23]
- Winslow Homer: Die Fuchsjagd (1893)[40] Text von Milton Wolf Brown
- Edward Hopper: Nachtschwärmer (1942)[41] 84,1 × 152,4 cm, Öl auf Leinwand. Text von Gisela Hoßmann[43]
- Holman Hunt: Der gedungene Schäfer (1851)[38] Text von Hugh Casson
- Jean Auguste Dominique Ingres: Das türkische Bad (1862)[50] Text von Anita Brookner
- Johannes Itten: Die Begegnung (1916)[32] Text von Karin von Maur
- Geertgen tot Sint Jans: Johannes der Täufer in der Einöde (um 1485–1490)[53][54] Text von Hermann Wiesler
- Eugène Jansson: Sonnenaufgang über den Dächern
- Alexej von Jawlensky: Meditation (1918)[75][76] Text von Jürgen Schultze
- Viggo Johansen: Kücheninterieur (1884)
- Jasper Johns: Flagge (1954–1955)[30] 107,3 × 153,8 cm, Enkaustik, Öl und Collage auf Leinwand, montiert auf Sperrholz, Text von Wenzel Jacob[77][31]
- Asger Jorn: Im Flügelschlag der Schwäne (1963) 200 × 301 cm, Öl und Mischtechnik auf Leinwand, Text von Ursula Bode[67][78]
- Ernst Josephson: Porträt Gottfried Renholm
- Wassily Kandinsky: Improvisation 6 (1910)[70] Text von Richard Cork
- Kangra-Schule: Radha und Krishna im Garten (um 1780)[52] Text von Philip Rawson
- Wilhelm von Kaulbach: Die Zerstörung Jerusalems durch Titus (1846)[1][7] Text von Hermann Wiesler
- Fernand Khnopff: Liebkosungen (1896)
- Anselm Kiefer: Innenraum (1981) 287,5 × 311 cm, Öl, Acryl, Schellack und Emulsion auf Leinwand, Text von Karlheinz Nowald[78]
- Kitty Kielland: Sommernacht (1886)
- Ernst Ludwig Kirchner: Fünf Frauen auf der Straße (1913)[79][80] 120,5 × 91 cm, Öl auf Leinwand, Text von Evelyn Weiss[28]
- Konrad Klapheck: Der Krieg (1965)[74][8] Text von Konrad Klapheck
- Paul Klee: Vogelgarten (1924)[29] Text von Richard Cork
- Yves Klein: Blauer Akkord (1960) 199 × 163 × 13 cm, Schwämme, Kiesel und Farbpigment auf Sperrholz, Text von Karlheinz Nowald[78]
- Franz Kline: C & O (1958)[66] 195,6 × 279,4 cm, Öl auf Leinwand, Text von Gisela Hoßmann[67]
- Wilhelm von Kobell: Die Belagerung von Kosel (1808)[1][7]
- Oskar Kokoschka: Die Windsbraut (1914)[49] Text von Richard Cork
- Willem de Kooning: Morgen. The Springs (1983) 203,5 × 177,5 cm, Öl auf Leinwand, Text von Thomas Kellein[67][78]
- Ogata Korin: Rote und weiße Pflaumenblüten
- Tivadar Csontváry Kosztka: Die Ruinen des griechischen Theaters in Taormina[81]
- Christian Krohg: Der Fischer Niels Gaihede beim Mittagsschlaf (um 1884)
- Peder Severin Krøyer: Sommerabend am Südstrand von Skagen (1893) 100 × 150 cm, Öl auf Leinwand, Text von Edwin Mullins[42]
- Jan Kupecky: Porträt des Miniaturmalers Karl Bruni[82] (1709)
- František Kupka: Amorpha (1912)
- Eugène Laermans: Die Auswanderer
- Carl Larsson: Atelieridylle
- Fernand Léger: Die Hochzeit (1911)[44] Text von Richard Cork
- Wilhelm Leibl: Drei Frauen in der Kirche (1878–1882)[68][69] Text von Jürgen Schultze
- Franz von Lenbach: Franz von Lenbach mit Frau und Töchtern (1903)[75][76] Text von Hermann Wiesler
- Roy Lichtenstein: Mädchen mit Haarband (1965)[66] 122 × 122 cm, Öl und Acrylfarbe auf Leinwand, Text von Thomas Kellein[77]
- Max Liebermann: Die Netzflickerinnen (1887–1889)[68][69] 180,5 × 226 cm, Öl auf Leinwand, Text von Sigrun Paas[42]
- Richard Lindner: Das Treffen (1953)[30] 152,4 × 182,9 cm, Öl auf Leinwand, Text von Marina Schneede[77][31]
- Stefan Lochner: Die Muttergottes in der Rosenlaube (um 1448)[79][80] Text von Frank Günter Zehnder
- Lorenzo Lotto: Maria mit dem Kinde und den Heiligen Katharina und Jakobus dem Älteren (um 1533)[63] 117 × 152 cm, Öl auf Leinwand, Text von Hermann Wiesler[19]
- Lorenzo Lotto: Bildnis eines Jünglings vor weißem Vorhang, 42,3 × 35,3 cm, Öl auf Leinwand, Text von Karlheinz Nowald[19]
- Morris Louis: Beta Kappa (1961)[66] 262,3 × 439,4 cm, Acryl auf Leinwand, Text von Wenzel Jacob[77]
- August Macke: Der Hutladen (1914)[73] Text von John Jacob
- René Magritte: Das Reich der Lichter (1954)[33] Text von George Melly
- Kasimir Malewitsch: Ein Engländer in Moskau (1913–1914) 88 × 57 cm, Öl auf Leinwand, Text von Karin von Maur[25][78]
- Édouard Manet: Olympia (1863)[35] Text von John Jacob
- Andrea Mantegna: Kreuzigung Christi (1457–1460)[71] 76 × 96 cm, Tempera auf Holz, Text von Hermann Wiesler[83][72]
- Franz Marc: Der Tiger (1912)[75][76] 111 × 111 cm, Öl auf Leinwand, Text von Hermann Wiesler[28]
- Hans von Marées: Goldenes Zeitalter (1879–1885)[1][7] Text von Hermann Wiesler
- Reginald Marsh: Zweigroschen-Kino (1936) 76,2 × 101,6 cm, Eitempera auf Hartfaserplatte, Text von Karlheinz Nowald[65]
- Masaccio: Der Zinsgroschen (um 1425)[47] Text von Alistair Smith
- Masaccio: Profilbildnis eines jungen Mannes (um 1425) 42,4 × 32,5 cm, Tempera auf Holz, Text von Karlheinz Nowald[83]
- Jan Massys: Flora (1559)[68]
- Henri Matisse: Badende am Fluss (1916–1917)[50] Text von Edwin Mullins
- Henri Matisse: Blauer Akt (1907)[35] Text von Milton Wolf Brown
- Wolfgang Mattheuer: Horizont (1970)
- William McTaggart: Der Sturm (1890)[84] Text von Edwin Mullins
- Meister der weiblichen Halbfiguren: Bildnis einer jungen Frau (um 1550) 54,5 × 42 × 1 cm, Öl auf Holz, Text von Karlheinz Nowald[19]
- Hans Memling: Johannes-Altärchen (vor 1494)[63] 69 × 47 cm (Mittelteil), 63,5 × 18 cm (Flügel), Öl auf Holz, Text von Karlheinz Nowald[19]
- Adolph von Menzel: Das Flötenkonzert (1850–1852)[58][59] 142 × 205 cm, Öl auf Leinwand, Text von Karlheinz Nowald[60]
- Pál Szinyei Merse: Picknick im Mai
- Jean Metzinger: Der Radrennfahrer (1914)[24] 130,4 × 97,1 cm, Öl und Collage auf Leinwand, Text von Stefan Oswald[25][26]
- Harald Metzkes: Abtransport der sechsarmigen Göttin (1956)
- John Everett Millais: Ophelia (1851–1852)[85] Text von Edwin Mullins
- Joan Miró: Holländisches Interieur I (1928)[30] 91,8 × 73 cm, Öl auf Leinwand, Text von Jürgen Schultze[55][31]
- László Moholy-Nagy: LIS (Moholy-Nagy) (1922)[32] Text von Joachim Heusinger von Waldegg
- Claude Monet: Frauen im Garten (1867)[29] Text von Edwin Mullins
- Piet Mondrian: Blühender Apfelbaum (1912)[29] Text von Edwin Mullins
- Alfons Mucha: Madonna mit Lilien (1950)
- Edvard Munch: Asche
- Edvard Munch: Vier Mädchen auf der Brücke (1905)[79][80] Text von Evelyn Weiss
- Gabriele Münter: Dorfstraße im Winter (1911)[75][76] 52,4 × 69 cm, Öl auf Pappe, Text von Gisela Hoßmann[28]
- Bartholomeo Murillo: Rast auf der Flucht nach Ägypten (1665–1670) 136,5 × 179,5 cm, Öl auf Leinwand, Text von Edwin Mullins[46]
- Louis oder Antoine Le Nain: Bauernfamilie (1640–1645)[71] 113 × 159 cm, Öl auf Leinwand, Text von Karlheinz Nowald[72]
- Paul Nash: Traumlandschaft (1936–1938)[85] Text von Edwin Mullins
- Ernst Wilhelm Nay: Grauzug (1960)[27] Text von Gisela Hoßmann
- Michail Nesterow: Die große Weihe
- Emil Nolde: Die Heilige Maria Ägyptiaca (1912)[69] 105 × 120 cm, Öl auf Leinwand[28] Text von Friedrich Gross
- Georgia O’Keeffe: Die weiße Kattunblume (1931) 76,2 × 91,44 cm, Öl auf Leinwand, Text von Karlheinz Nowald[65]
- Richard Oelze: Tägliche Drangsale (1934)[74][8] Text von Wieland Schmied
- Friedrich Overbeck: Germania und Italia (1828)
- Parmigianino: Bildnis einer Jungen Dame (um 1530–1540) 50 × 46,4 cm, Öl auf Holz, Text von Karlheinz Nowald[19]
- Victor Pasmore: Innere Küstenlandschaft (1950)[85] Text von Edwin Mullins
- Joachim Patinier: Taufe Christi (um 1515)[63] 59,5 × 77 cm, Öl auf Holz, Text von Renate Liebenwein[19]
- Constant Permeke: Die Verlobten
- Francis Picabia: Sehr seltenes Bild auf der Erde (1915)[24] 125,7 × 97,8 cm, Öl und Metallfarbe auf Karton, Silber und Blattgold auf Holz, Text von Stefan Oswald[26]
- Pablo Picasso: Guernica (1937)[18] Text von Milton Wolf Brown
- Pablo Picasso: La Vie (1903–1904)[61] Text von Milton Wolf Brown
- Jackson Pollock: Herbst Rhythmus (1950)[70] Text von Milton Wolf Brown
- Ljubov Popova: Der Philosoph
- Nicolas Poussin: Die Anbetung des Goldenen Kalbes (1635)[70] Text von Edwin Mullins
- Nicolas Poussin: Ruhende Venus mit Amor (1630)[52] Text von John Hale
- Henry Raeburn: Rev. Robert Walker beim Schlittschuhlaufen (1784)[84] Text von Edwin Mullins
- Raffael: Madonna im Grünen (1506)[51] Text von David Piper
- Raffael von Urbino: Bildnis des Bindo Altoviti (um 1515) 59,7 × 43,8 cm, Öl auf Holz, Text von Karlheinz Nowald[83]
- Arnulf Rainer: Selbstporträt übermalt (1962–1963)[27] Text von Barbara Catoir
- Man Ray: La fortune (1938) 61 × 73,7 cm, Öl auf Leinwand, Text von Karlheinz Nowald[55][65]
- Paula Rego: Manifest für eine verlorene Sache (1965) Collage, Text von Alexandre Melo
- Rembrandt: Die Judenbraut (1666)[61] Text von David Piper
- Rembrandt: Selbstporträt als Apostel Paulus (1661)[62] Text von David Piper
- Rembrandt: Die Rückkehr des verlorenen Sohnes (um 1668) 262 × 205 cm, Öl auf Leinwand, Text von Edwin Mullins[45][46]
- Auguste Renoir: Das Frühstück der Ruderer (1880)[20] Text von Milton Wolf Brown
- Ilja Repin: Die Saporoscher Kosaken schreiben einen Brief an den türkischen Sultan
- Sebastiano Ricci: Bathseba im Bade (um 1720)[50] Text von John Hale
- Adrian Ludwig Richter: Überfahrt über die Elbe am Schreckenstein bei Aussig (1837) 116,5 × 156,5 cm, Öl auf Leinwand, Text von Karlheinz Nowald[48]
- Hyacinthe Rigaud: Bildnis Ludwig XIV. (1701)[34] Text von Anita Brookner
- József Rippl-Rónai: Frau mit Vogelkäfig
- Hubert Robert: Entwurf für die Einrichtung der Großen Galerie des Louvre (1796)[71] 115 × 145 cm, Öl auf Leinwand, Text von Hermann Wiesler[72]
- Giulio Romano: Die Jungfrau mit dem Kind und dem Johannesknaben (um 1518)[84] Text von Edwin Mullins
- Mark Rothko: Rot, Braun und Schwarz (1958)[33] Text von Robert Rosenblum
- Carl Rottmann: Aus dem Griechenland-Zyklus (1838–1850)[1][7] Text von Gisela Hoßmann
- Henri Rousseau: Die schlafende Zigeunerin (1897)[37] Text von Edwin Mullins
- Peter Paul Rubens: Landschaft mit Schloß Steen (um 1635–1637)[38] Text von Alistair Smith
- Peter Paul Rubens: Merkur und Argus (1638)[47] Text von John Hale
- Peter Paul Rubens: Der Liebesgarten (1633) 198 × 283 cm, Öl auf Leinwand, Text von Karlheinz Nowald[45][39]
- Jacob Izaaksoon van Ruisdael: Der große Wald (um 1655–1660)[63] 139 × 180 cm, Öl auf Leinwand, Text von Karlheinz Nowald[19]
- Philipp Otto Runge: Die Hülsenbeckschen Kinder (1805–1806)[68][69] 131,5 × 143,5 cm, Öl auf Leinwand, Text von Helmut R. Leppien[48]
- Pieter Saenredam: Inneres der Grote Kerk in Haarlem (1648)[84] Text von Edwin Mullins
- Tyko Sallinen: Die Fanatiker
- Egon Schiele: Mutter mit zwei Kindern (1915–1917)[51] Text von Richard Cork
- Karl Friedrich Schinkel: Mittelalterliche Stadt an einem Fluss (1815)[58][59] 95 × 140,6 cm, Öl auf Leinwand, Text von Karlheinz Nowald[60]
- Helene Schjerfbeck: Der kleine Kranke
- Helene Schjerfbeck: Die Genesung
- Oskar Schlemmer: Gruppe am Geländer I (1931)[74][8] Text von Karin von Maur
- Kurt Schwitters: Merzbild 25 A, Das Sternenbild (1920)[74][8] Text von Werner Schmalenbach
- Toyo Sesshu: Herbst- und Winterlandschaft
- Georges Seurat: Ein Sonntagnachmittag auf der Insel La Grande Jatte (1884–1886)[20] Text von Milton Wolf Brown
- Luca Signorelli: Bildnis eines älteren Mannes (um 1500)[53][54] Text von Hermann Wiesler
- Hugo Simberg: Der verletzte Engel[86]
- Willi Sitte: Meine Eltern von der LPG (1962)
- Harald Sohlberg: Sommernacht
- Tawaraya Sōtatsu: Wellen von Matsushima (um 1630)[49] Text von Penelope Mason
- Tawaraya Sōtatsu: Bugaku-Tanz-Schirm
- Amadeo de Souza-Cardoso: Eingang (1917) Öl auf Leinwand, collagiert, Text von Alexandre Melo
- Stanley Spencer: Die Auferstehung, Cookham (1924–1927)[85] Text von Edwin Mullins
- Carl Spitzweg: Der arme Poet (1839)[58][59] 36,3 × 44,7 cm, Öl auf Leinwand, Text von Karlheinz Nowald[60]
- Joseph Stella: Die Brooklyn-Brücke (1939) 177,8 × 106,7 cm, Öl auf Leinwand, Text von Karlheinz Nowald[65]
- George Stubbs: Die Grosvenor-Jagd (1762)[40] Text von John Jacob
- Franz von Stuck: Salome (1906)[75][76] Text von Jürgen Schultze
- Yves Tanguy: Um vier Uhr im Sommer, die Hoffnung (1929)[56] 129,5 × 97 cm, Öl auf Leinwand, Text von Karin von Maur[55][57]
- Meister Theoderich: Der heilige Georg
- Giovanni Battista Tiepolo: Der Triumph von Tugend und Edelmut über die Unwissenheit (um 1745)[34] Text von Edwin Mullins
- Jacopo Tintoretto: Ariadne, Bacchus und Venus (nach 1570)[61] Text von Alistair Smith
- Tizian: Das Bacchanal (1525) 175 × 193 cm, Öl auf Leinwand, Text von Edwin Mullins[83][39]
- Tizian: Diana und Callisto (1556–1559)[40] Text von David Piper
- Georges de la Tour: Der Traum des Heiligen Joseph (um 1640)[61] Text von Edwin Mullins
- Georges de la Tour: Die Wahrsagerin (um 1620–1621)[47] Text von Edwin Mullins
- Werner Tübke: Lebenserinnerungen des Dr. jur. Schulze III (1965)
- William Turner: Der Brand der Houses of Parliament (1834–1835)[49] Text von Hugh Casson
- William Turner: Venedig – La Dogana und Santa Maria della Salute (1843)[73] Text von Edwin Mullins
- Paolo Uccello: Die Schlacht von San Romano (um 1456)[18] Text von Edwin Mullins
- Emilio Vedova: Bild der Zeit – Sperre (1951)[24] 130,5 × 170,4 cm, Eitempera auf Leinwand, Text von Stefan Oswald[26]
- Diego Rodríguez de Silva y Velázquez: Las Meninas (1656) 318 × 276 cm, Öl auf Leinwand, Text von Hans Platschek[45][39]
- Diego Rodríguez de Silva y Velázquez: Prinz Balthasar Carlos (1635)[51] Text von John Jacob
- Diego Rodríguez de Silva y Velázquez: Die Übergabe von Breda (1634)[18] Text von Edwin Mullins
- Jan Vermeer: Der Künstler in seinem Atelier (um 1670)[70] Text von David Piper
- Jan Vermeer: Blick auf Delft (um 1660)[73] Text von David Piper
- Paolo Veronese: Die Hochzeit zu Kana (1562–1563)[71] 677 × 994 cm, Öl auf Leinwand, Text von Renate Liebenwein[72]
- Eduardo Viana: Die Kleine (1916) Collage
- Maria Elena Vieira da Silva: Tragische Geschichte auf dem Meer (1944) Öl auf Leinwand, Text von Alexandre Melo
- Élisabeth Vigée-Lebrun: Die Künstlerin mit ihrer Tochter (1789)[62] Text von Anita Brookner
- Leonardo da Vinci: Anna Selbdritt (um 1510)[51] Text von Edwin Mullins
- Leonardo da Vinci: Bildnis der Ginevra De'Benci (1474–1478) 42,7 × 37 cm, Öl auf Holz, Text von Karlheinz Nowald[83]
- Wolf Vostell: Miss America (1968)[79][80] Text von Evelyn Weiss
- Andy Warhol: Texaner, Porträt Robert Rauschenberg (1963)[79][80] 208 × 208 cm, Siebdruck auf Leinwand, Text von Evelyn Weiss[77]
- Andy Warhol: November
- Antoine Watteau: Einschiffung nach Kythera (1717)[44] Text von Edwin Mullins
- Rogier van der Weyden: Johannes-Altar (nach 1450)[53][54] Text von Karlheinz Nowald
- Rogier von der Weyden: Bildnis einer jungen Frau, Text von Karlheinz Nowald
- James McNeill Whistler: Nocturne in Schwarz und Gold: Die fallende Rakete (1877)[49] Text von Milton Wolf Brown
- Carl Wilhelmson: Kirchgänger im Boot
- David Wilkie: William Bethune mit Frau und Tochter (1804)[84] Text von Edwin Mullins
- Fritz Winter: Komposition in Blau (1953)[17] Text von Gisela Hoßmann
- Konrad Witz: Die Ritter Abisai, Sibbechai und Benaja bringen dem König David Wasser (um 1435)[22][87] Text von Renate Liebenwein
- Grant Wood: American Gothic (1930)[41] 78 × 65,3 cm, Öl auf Hartfaserplatte, Text von Uwe M. Schneede[43]
- Joseph Wright of Derby: Das Experiment mit dem Vogel in der Luftpumpe (1767–1768)[85] Text von Edwin Mullins
- Michail Wrubel: Sechsflügliger Seraphim (1904)
- Andrew Wyeth: Christinas Welt (1948)[30] 81,9 × 121,3 cm, Tempera auf Holz mit Gipsgrund, Text von Marina Schneede[31]
- Anders Zorn: Unser täglich Brot
- Francisco de Zurbarán: Stilleben: Zitronen, Orangen und eine Rose (1633)[33] Text von Edwin Mullins